# Pedro Pablo Rubens
Pedro Pablo Rubens, también conocido en diversos idiomas como Peter Paul, Pieter Paul, Pieter Pauwel o Petrus Paulus Rubens (Siegen, Sacro Imperio Romano Germánico, actual Alemania, 28 de junio de 1577-Amberes, Ducado de Brabante, Países Bajos Españoles, actual Bélgica, 30 de mayo de 1640), fue un pintor barroco de la escuela flamenca. Su estilo exuberante enfatiza el dinamismo, el color y la sensualidad. Sus principales influencias procedieron del arte de la Antigua Grecia, de la Antigua Roma y de la pintura renacentista, en especial de Leonardo da Vinci, de Miguel Ángel, del que admiraba su representación de la anatomía, y sobre todo de Tiziano, al que siempre consideró su maestro y del que afirmó «con él, la pintura ha encontrado su esencia».
Trató una amplia variedad de temas pictóricos: religiosos, históricos, de mitología clásica, escenas de caza, paisajes, retratos; así como dibujos, ilustraciones para libros y diseños para tapices (series de La Historia de Decio Mus, La Historia de Constantino, El Triunfo de la Eucaristía y La Historia de Aquiles). Se conservan aproximadamente mil quinientos cuadros suyos. Una producción tan elevada fue posible gracias no solo a las facultades imaginativas y técnicas del maestro, sino también por un amplio taller con colaboradores, donde al parecer trabajaban en cadena. Fueron discípulos o ayudantes suyos: Jacob Jordaens, Gaspar de Crayer, Theodor van Thulden, Erasmus Quellinus el Joven, Cornelis de Vos y Anton van Dyck, cuyo trabajo fue completar varios encargos para la Corte española en Madrid. Se conocen hasta hoy casi nueve mil dibujos de mano suya.
Fue el pintor favorito del rey Felipe IV de España, su principal cliente, que le encargó decenas de obras para decorar sus palacios y fue el mayor comprador en la almoneda de los bienes del artista que se realizó tras su fallecimiento. Como consecuencia de esto, la mayor colección de obras de Rubens se conserva hoy en el Museo del Prado, con unos noventa cuadros (la cifra concreta varía según las fuentes puesto que la autoría de algunas de las obras está en discusión), la gran mayoría procedentes de la Colección Real. Otros museos con destacada representación de su arte son el Museo Real de Bellas Artes de Amberes (Koninklijk Museum voor Schone Kunsten Antwerpen), la National Gallery de Londres, la Alte Pinakothek de Múnich y el Museo de Historia del Arte de Viena.
Poseía una amplia formación humanista y tuvo siempre un profundo interés por la Antigüedad clásica. "Estoy convencido de que para lograr la mayor perfección en la pintura es necesario comprender a los antiguos", afirmaba. Dominaba diversas lenguas, incluido el latín, y llegó a ejercer como diplomático entre distintas cortes europeas. Fue además ennoblecido tanto por Felipe IV de España como por Carlos I de Inglaterra. El también pintor Eugène Delacroix, gran admirador suyo, lo calificó como el "Homero de la pintura", apodo con el que es citado en ocasiones.

## Contexto histórico

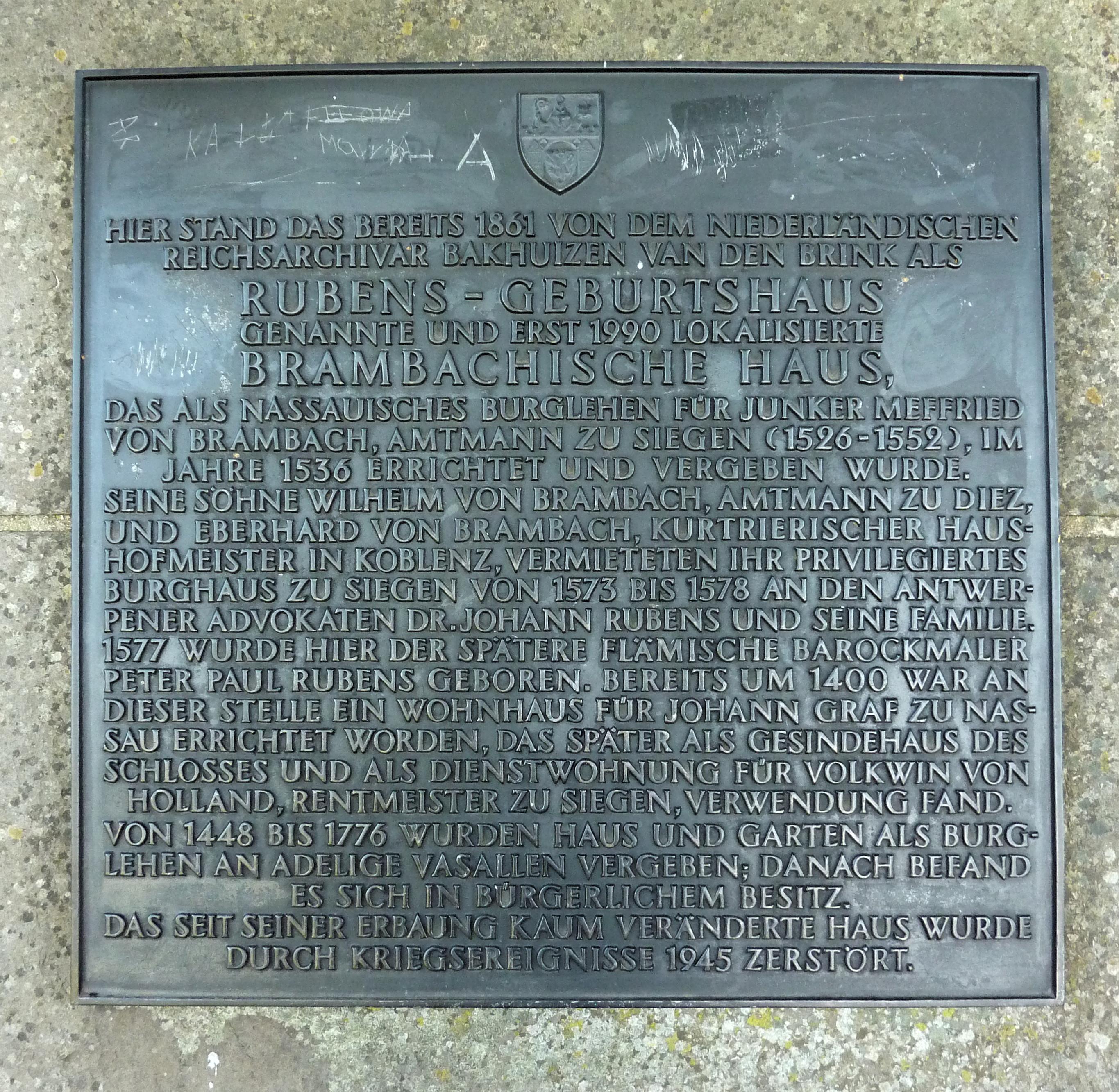
Placa conmemorativa en el lugar en el que se alzó hasta 1945 la casa natal de Rubens, Burgstraße 10-14, Siegen.

En el siglo XVI Amberes era un gran centro de negocios, gracias a su importante puerto. A este llegaban mercancías de diversos países y en él operaban comerciantes ingleses, genoveses, venecianos, portugueses y españoles, entre otros. La pintura siguió las nuevas tendencias del Renacimiento gracias a las aportaciones procedentes de Italia, que se extendieron por todos los Países Bajos. Durero conoció al pintor Quentin Metsys, a Joachim Patinir y al grabador Lucas van Leyden durante su viaje por estas tierras en el año de 1520. El arte flamenco fue influido paulatinamente por el manierismo y luego por el naturalismo, que se fusionaron con su propia tradición. Con la llegada de Pieter Brueghel el Viejo, el arte flamenco tomó un rumbo más fuerte. Partiendo de su manejo del realismo flamenco, unido al conocimiento que poseía de la pintura renacentista italiana, Rubens construyó una expresión pictórica innovadora, inscrita ya en el barroco.

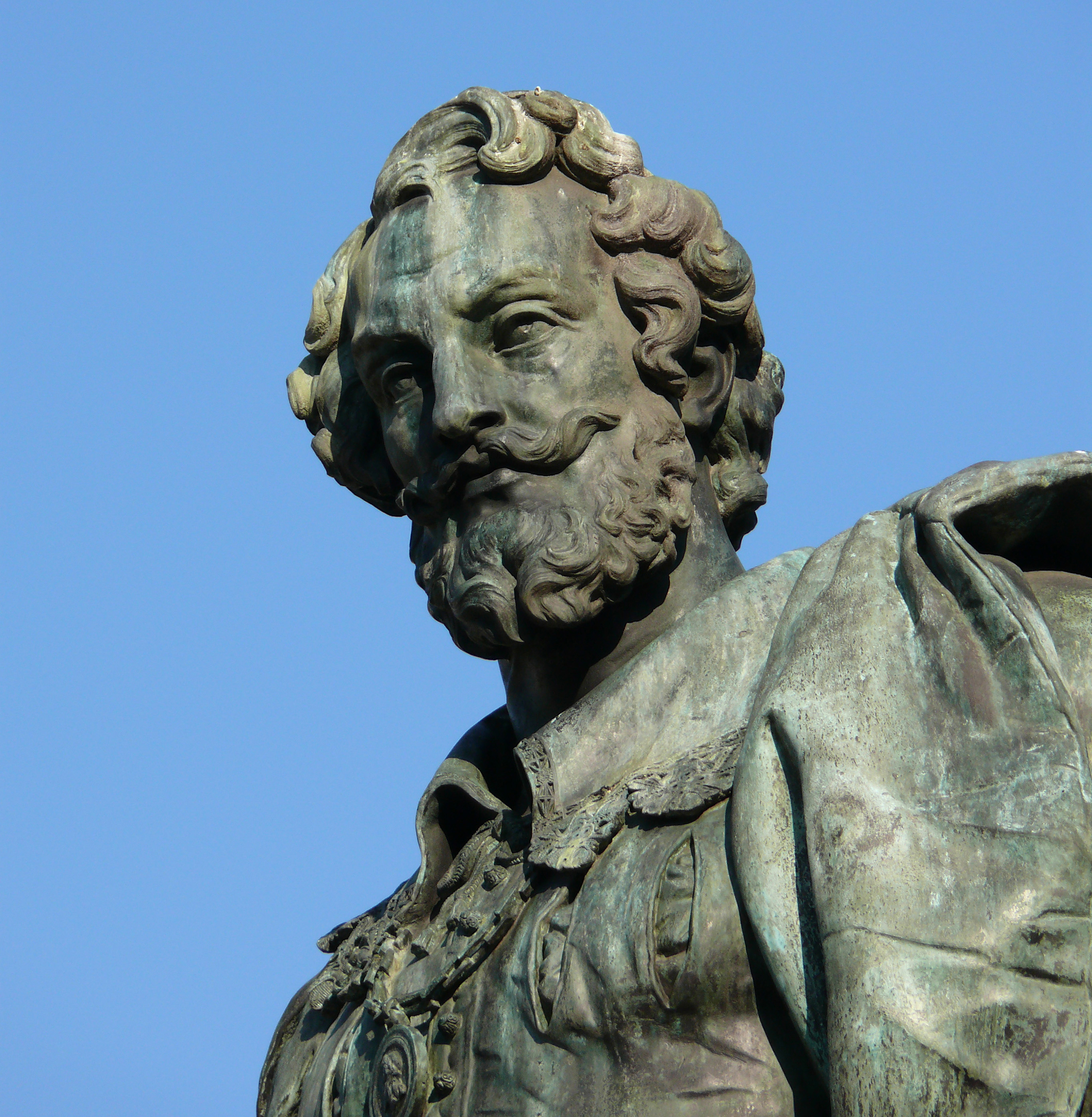
Estatua del pintor en Amberes.

Los Países Bajos estaban bajo el dominio español por el matrimonio de Felipe el Hermoso con Juana I de España, de los que pasaron a sus herederos, Carlos V y luego Felipe II. Ni el pueblo ni parte de la aristocracia, con Guillermo de Orange al frente, estaban de acuerdo con la intransigencia religiosa de Felipe II. Esto llevó a que en abril de 1566 presentaran a la gobernadora general, Margarita de Parma, medio hermana de Felipe II, una petición conocida como el «Compromiso de Breda» o «Compromiso de los nobles», cuyo objetivo era la supresión de la Inquisición y la restauración de libertades. Margarita recomendó a su hermano responder con moderación, pero este se negó en redondo a atender las demandas planteadas. En agosto la situación degeneró en disturbios en los que los calvinistas destruyeron iglesias, profanaron imágenes (Beeldenstorm) e incendiaron pueblos. La gobernadora consiguió sofocar la revuelta y restablecer el orden, pero al año siguiente el rey envió al III duque de Alba, Fernando Álvarez de Toledo y Pimentel, que instauró el Tribunal de los Tumultos e hizo ejecutar a varios de los cabecillas de los desórdenes. La represión ejercida llevó a muchos protestantes a huir a Alemania.
Diez de las Diecisiete Provincias de los Países Bajos permanecieron bajo el dominio del rey de España (Países Bajos Españoles) hasta que en 1714 fueron cedidas al Sacro Imperio Romano Germánico por el Tratado de Utrecht. A causa del enfoque artístico no iconoclasta de los católicos, sus artistas lograron encargos y mecenazgo entre la monarquía y la nobleza española, que influyeron en las obras que realizaron, especialmente en las de temas religiosos y de batallas, así como de retratos. La escuela flamenca de pintura adquirió una fuerte consolidación: en el sur de los Países Bajos, la iglesia católica potenció las mayores representaciones de su triunfo como religión. Tal victoria tuvo su mayor intérprete en Rubens, que fue un ferviente creyente católico.

## Biografía

### Primeros años

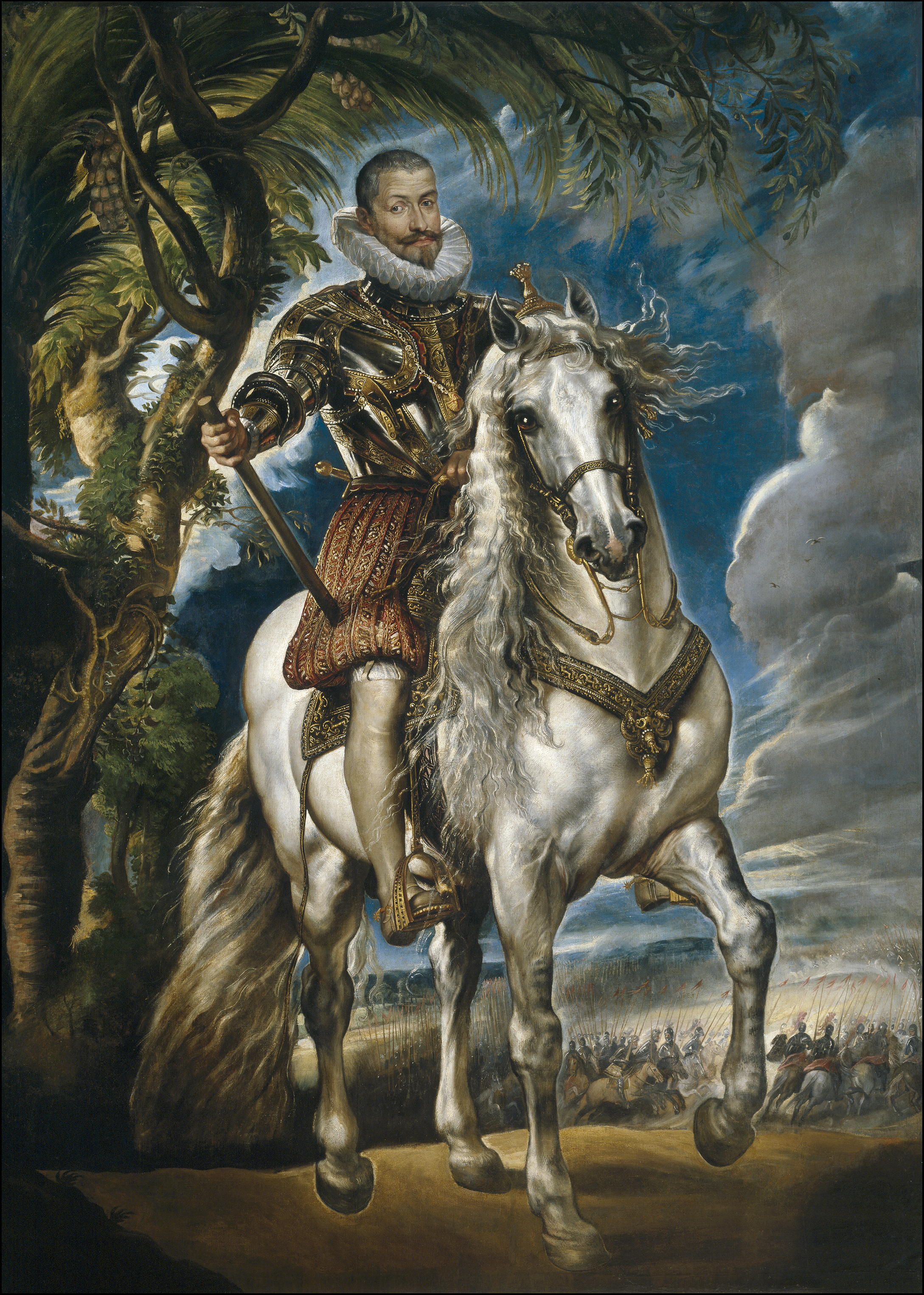
Retrato ecuestre del duque de Lerma, 1603, Museo del Prado, Madrid. Obra realizada durante la primera visita de Rubens a España, en 1603. Se trata de Francisco de Sandoval y Rojas (1553-1625), valido de Felipe III de España.

Peter Paul Rubens nació en Siegen, Westfalia (Alemania) en el seno de una familia calvinista de Brabante. Huyeron de Amberes a Colonia (Renania del Norte-Westfalia) en 1568 debido a las revueltas y persecuciones religiosas. Su padre (abogado) fue Jan Rubens y su madre Maria Pypelincks. En dicha ciudad, el exmagistrado Jan Rubens fue nombrado asesor jurídico de la segunda esposa de Guillermo de Orange, Ana de Sajonia, de la que se convirtió también en amante. Después de dos o tres años, Orange descubrió el adulterio y Jan Rubens fue encarcelado en el castillo de Dillenburg. Fue puesto en libertad tras dos años de cautiverio; tuvo que pagar una fianza y se le impuso residir en Siegen, una pequeña población a ochenta kilómetros de Colonia. Fue allí donde, tras ser perdonado por su esposa, tuvieron a su sexto hijo: Peter Paul. En 1578, tras la muerte de la princesa Ana de Sajonia, se le permitió volver a residir en Colonia, donde posiblemente Peter Paul Rubens inició su formación artística.
Dos años después de la muerte de Jan (1589), la madre de Rubens —entonces convertida al catolicismo— regresó con su hijo a Amberes, donde él prosiguió con su formación. Estudió latín, alemán, español y francés con Rombaut Verdonck. Las penurias económicas de la familia le obligaron a abandonar los estudios y entró como paje al servicio de la condesa Margaretha de Ligne-Arenberg, viuda de Philip II de Lalaing, en Oudenaarde. Hacia 1592 comenzó sus estudios de pintura con Tobias Verhaecht, un pintor paisajista tradicional. No se sabe exactamente en qué fechas estudió con otros dos maestros de pintura: Adam van Noort, que posteriormente fue también profesor de Jordaens, y Otto van Veen (Otto Vaenius). Sin embargo, no parece que dejaran una influencia artística relevante en su alumno.

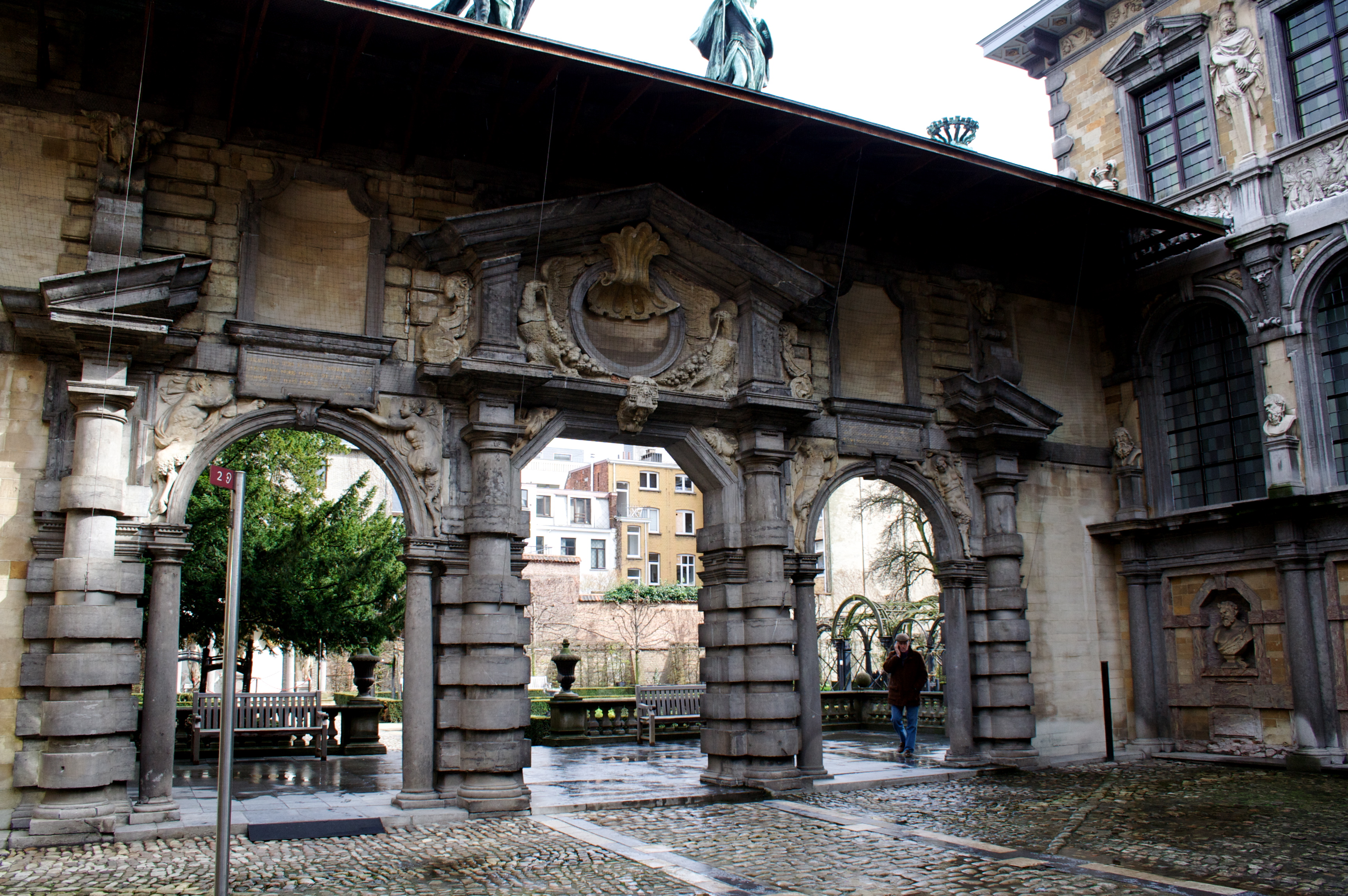
Pórtico de la casa de Rubens en Amberes, la Rubenshuis, que el pintor representaría en algunas de sus obras, como El jardín del amor (Prado).

No se sabe gran cosa sobre las primeras obras del pintor realizadas en Amberes, aunque hay constancia de que hizo copias de pinturas de Hans Holbein, de Alberto Durero y de Tobias Stimmer. El testamento de su madre decía que legaba sus retratos a sus hijos, pero que "todos los demás cuadros, que son bonitos, pertenecen a Peter, que los ha pintado". De sus obras de juventud existe una de un hombre de medio cuerpo que tiene en la mano derecha una escuadra y un compás; en la mano izquierda otro instrumento sin identificar, sujetado por una cadena. Se le conoce con varios títulos: Retrato de un joven sabio, El relojero y El hombre de veintiséis años. Es una pintura al óleo sobre una plancha de cobre de pequeño formato. Se encuentra en una colección particular de Nueva York; en su dorso lleva la inscripción "Petrus Paulus Rubens", y en la parte delantera está la fecha: "MDLXXXXVII" y la edad del modelo: "Aetatis XXVI". Rubens obtuvo el grado de maestro en la guilda de San Lucas. Además existe un certificado de "buenas costumbres y de buena salud" que data del 8 de mayo de 1600, el artista lo pidió para poder realizar un viaje a Italia.

### Italia (1600-1608)

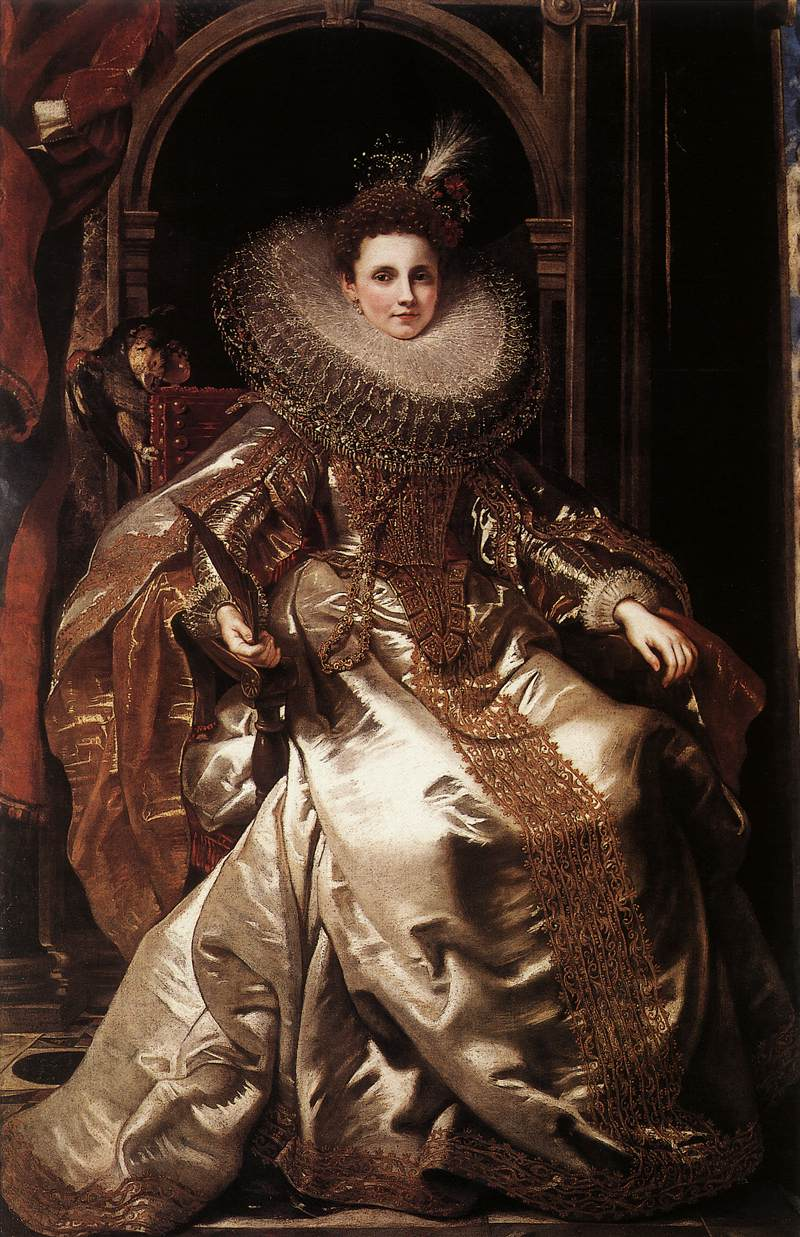
Maria Serra Pallavicino, The Bankes Collection, Kingston Lacy.

En 1600 estuvo en Venecia, Italia, donde conoció a un aristócrata mantuano que lo recomendó ante el duque de Mantua, Vincenzo Gonzaga, obteniendo el cargo de pintor de corte. Su cargo le obligaba a ejecutar los retratos del duque y su familia, copiar las pinturas de grandes artistas que deseara el duque y cuidar de la decoración de sus palacios. Los Gonzaga tenían la fama de ser unos grandes amantes de las artes y unos buenos mecenas, por lo que Rubens se encontró con gran cantidad de obras importantes de grandes maestros italianos como Tiziano, Paolo Veronese y Tintoretto; también algunos como Annibale Carracci y Caravaggio considerados ya del incipiente estilo barroco.
Por orden de su mecenas, Rubens se trasladó a Roma para adquirir objetos antiguos y hacer copias de otros pintores, con una carta de recomendación con fecha del 18 de julio de 1601 que iba dirigida al cardenal Alessandro Montaldo con estas palabras: "a Peter Paul, flamenco, pintor de mi corte, que envío a vuestro lado para copiar y ejecutar algunas obras de pintura...". En Roma realizó, por encargo del archiduque Alberto de Austria, un tríptico para la Basílica de la Santa Cruz de Jerusalén, formado por Santa Elena con la Vera Cruz, La Coronación de espinas y La Elevación de la Cruz.
El 5 de marzo de 1603 partió para España en una misión diplomática; debía entregar unos regalos enviados por el duque de Mantua al rey Felipe III y a su valido, Francisco de Sandoval y Rojas, primer duque de Lerma. Su destino era Madrid, por lo que se dirigió en barco a Alicante, en cuyo puerto desembarcó el 22 de abril. Pero la Corte se había trasladado a Valladolid, por lo que tuvo que emprender un viaje por tierra de veintiún días hasta allí. Durante su estancia se le encargó la realización de varias pinturas sobre bustos de apóstoles, actualmente conservados en el Museo del Prado. Entre las obras realizadas destaca el Retrato ecuestre del duque de Lerma, de la que también se conservan varios dibujos preparatorios. Esta obra muestra un gran equilibrio y vigor; el personaje parece contemplar al espectador, y el pintor realizó unos escorzos del caballo muy bien ejecutados.
En 1604 regresó a Italia, donde permaneció durante los siguientes cuatro años, primero en Mantua y posteriormente en Génova y Roma. En Mantua el duque Vincenzo Gonzaga le encargó un gran tríptico para la iglesia de los jesuitas de la ciudad, que superó en grandeza al que había hecho anteriormente para la basílica romana de Santa Cruz de Jerusalén, pero esta obra sufrió graves daños durante las incursiones francesas de 1797.
En Génova pintó numerosos retratos, como el de la marquesa Brigida Spinola-Doria (National Gallery of Art, Washington D. C.) y el retrato de Maria Serra Pallavicino (The Bankes Collection, Kingston Lacy), considerado uno de los mejores jamás pintados por Rubens, en un estilo que influyó posteriormente en obras de Van Dyck, Reynolds y Gainsborough. También realizó trabajos preparatorios de un libro en el que ilustraba los palacios de la ciudad, que editó en 1622 en dos volúmenes con el título de Palazzi di Genova (Palacios de Génova), y que le sirvieron además en su día como fuente de inspiración para diseñar su propia casa en Amberes, la Rubenshuis. El modo en que mostró la nueva arquitectura genovesa de palacios, villas e iglesias y la introducción que escribió para el libro, en la que se presentaba a sí mismo como pintor-arquitecto, resultaron de gran modernidad para su tiempo.

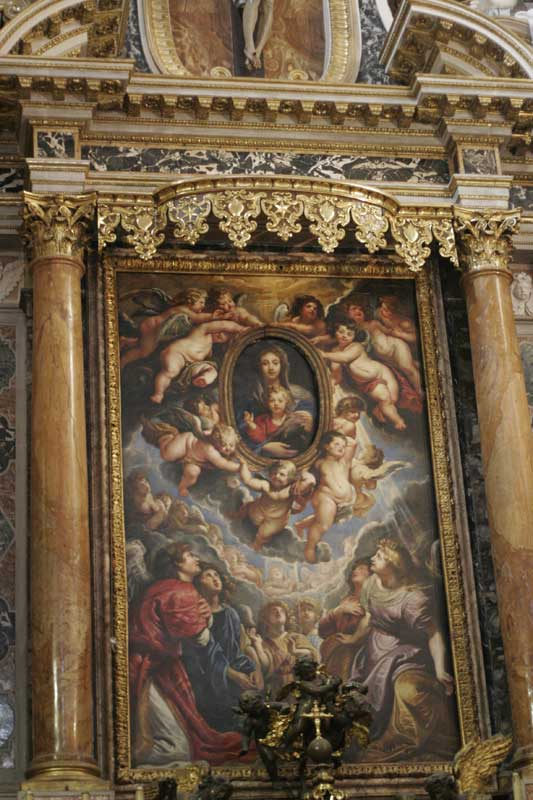
La Virgen y el Niño adorados por ángeles, pintura central del altar mayor de la iglesia de Santa Maria in Vallicella (Chiesa Nuova) de Roma.

De 1606 a 1608 estuvo principalmente en Roma. Durante este periodo recibió el que sería su más importante encargo hasta entonces, el altar mayor de la iglesia más elegante de las construidas en la ciudad en esa época, Santa Maria in Vallicella, llamada también la Chiesa Nuova (Iglesia Nueva). Este altar le fue encargado por el cardenal Jacopo Serra, el hermano de Maria Serra Pallavicino, que le pagó por él 300 escudos. El trabajo original fue un lienzo en el que se representaba a diversos santos adorando un icono de la Virgen y el Niño, hoy en el Musée des Beaux-Arts de Grenoble (Museo de Bellas Artes de Grenoble), Francia, pero fue inmediatamente sustituido por la versión actual, que se compone de tres óleos sobre pizarra, La Virgen y el Niño adorados por ángeles y los paneles laterales Santos Domitila, Nereo y Aquileo y Santos Gregorio Magno, Mauro y Papia. Tiene un montaje que permite que la auténtica sagrada imagen milagrosa de Santa Maria in Vallicella sea mostrada a los fieles en días señalados gracias a una cubierta de cobre desmontable pintada por el propio Rubens. Hay que destacar que estas pinturas causaron una convulsión entre los romanos, poco acostumbrados al estilo de la pintura flamenca.

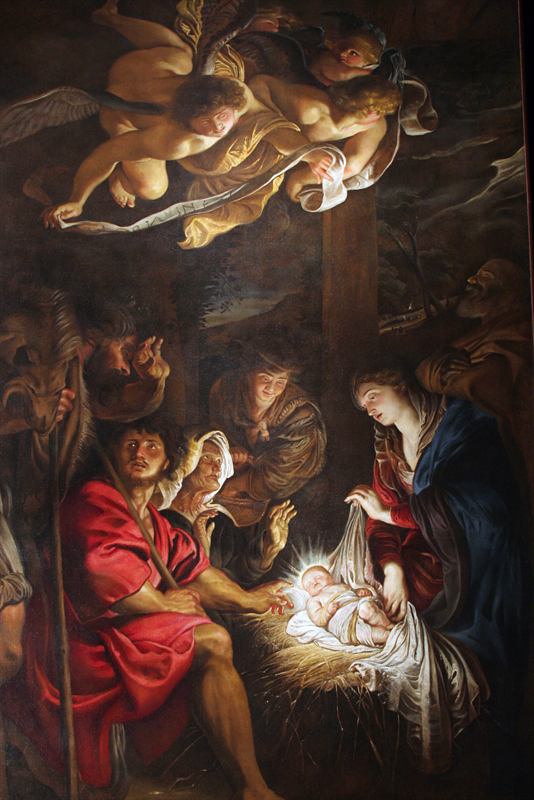
La adoración de los pastores, Pinacoteca Civica di Fermo.

Pero la obra más importante de este periodo fue la Adoración de los pastores, conocida también como La notte (La noche), pintada en 1607 para la iglesia de San Filippo Neri (San Felipe Neri) de Fermo, hoy en la Pinacoteca Civica di Fermo. En ella se advierte la influencia del naturalismo de Caravaggio y de la luminosidad de Correggio. De esta obra se conserva un boceto en el Museo del Hermitage de San Petersburgo, Rusia y además, tras su vuelta a Amberes, haría en 1609 una copia con variaciones para la iglesia de San Pablo (Sint-Pauluskerk) de la ciudad.
Lo aprendido en Italia marcó en adelante el arte de Rubens. Él además siguió escribiendo muchas de sus cartas en italiano, firmó ya siempre como "Pietro Pauolo Rubens", y comentó en más de una ocasión sus ansias por regresar a aquel país, una esperanza que nunca llegaría a materializar.

### Amberes (finales de 1608-1621)

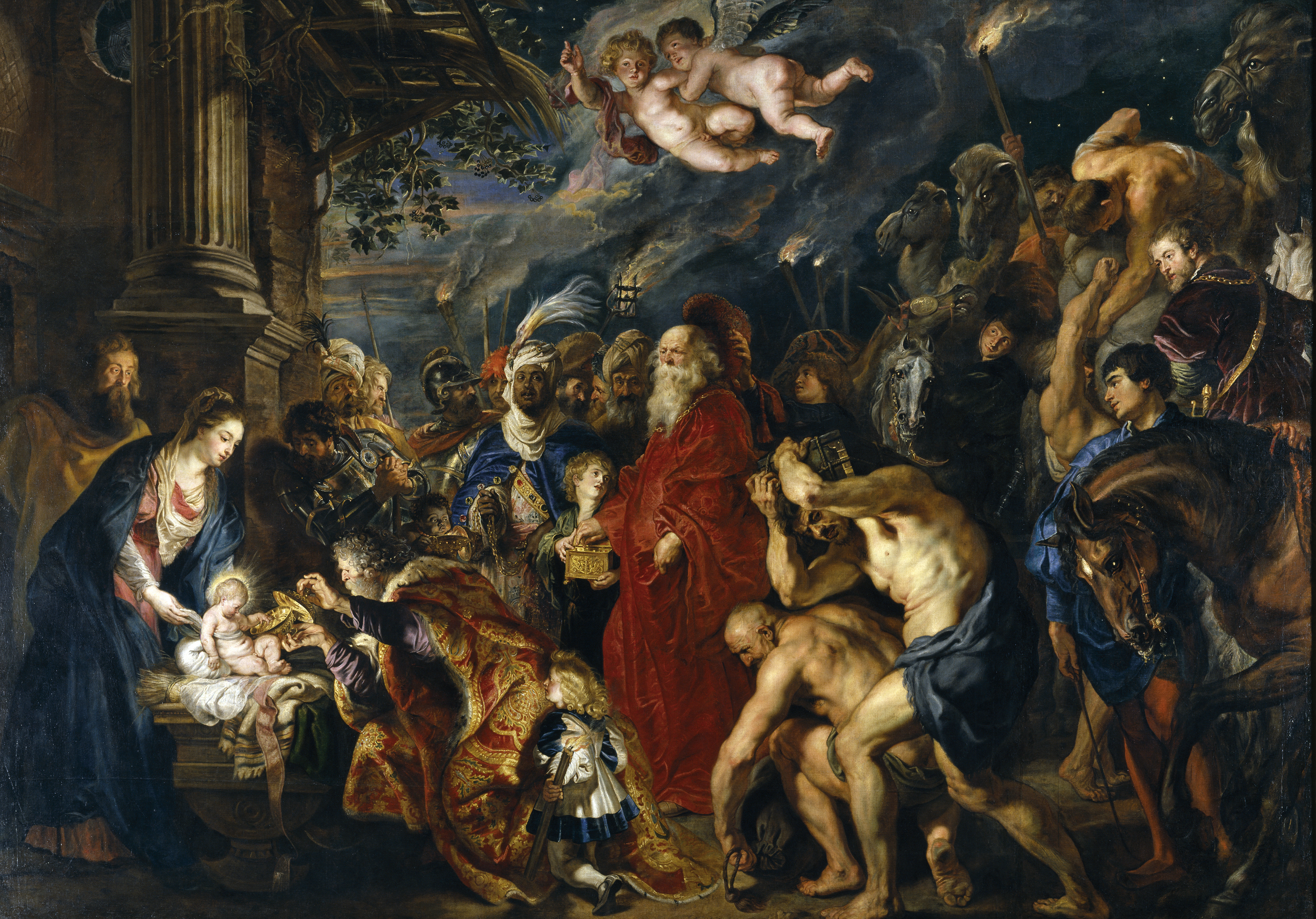
La Adoración de los Reyes Magos, Museo del Prado.

Hacia el fin de 1608, al tener noticia de que su madre había caído enferma, Rubens emprendió viaje de vuelta a Amberes, aunque finalmente ella falleció el 19 de octubre, antes de que él consiguiera llegar. En principio su intención era regresar luego a Italia, pero las circunstancias favorables que se le presentaron en la ciudad le llevaron al final a permanecer en ella. En el momento de su regreso Amberes estaba en espera de recibir a los delegados que iban a negociar una tregua entre España y las Provincias Unidas (Guerra de los Ochenta Años). Las conversaciones se desarrollaron en el Ayuntamiento de la ciudad (Stadhuis) desde el 28 de marzo de 1609 y condujeron a la firma el 9 de abril del Tratado de Amberes, con el que se inició la Tregua de los Doce Años. El ambiente que se vivía era por ello de gran optimismo ante las expectativas de recuperar la prosperidad económica, ya que Amberes era un importante centro comercial y la guerra y el bloqueo de los neerlandeses la habían abocado a la crisis. Rubens además se convirtió rápidamente en el pintor más prestigioso de la ciudad, y de hecho cuando la corporación municipal decidió a finales de 1608 o principios del año siguiente encargar un cuadro para decorar la sala en la que iban a tener lugar las negociaciones, la Cámara de los Estados (Statenkamer), el elegido fue él. Este lienzo fue La Adoración de los Reyes Magos, uno de los más importantes de su producción y por el que recibió la considerable cifra de 1800 florines. El tema de la obra, hoy en el Museo del Prado, era precisamente una alusión a los beneficios que la ciudad esperaba obtener con la firma del Tratado.
En septiembre de 1609 fue nombrado pintor de cámara, con un sueldo anual de quinientas libras, de los gobernadores de Flandes, el archiduque Alberto de Austria y la infanta Isabel Clara Eugenia, que, adicionalmente, le concedieron un permiso especial para poder permanecer en Amberes, sin tener que irse a residir a la corte de Bruselas, así como para poder trabajar para otros clientes. Sus vínculos con la ciudad acabaron por consolidarse de manera definitiva al casarse el 3 de octubre de ese mismo año en la Abadía de San Miguel (Sint-Michielsabdij) con Isabella Brant (1591-1626), de dieciocho años (él tenía ya treinta y dos), hija de Jan Brant, uno de los secretarios del Ayuntamiento y uno de los hombres más ricos y cultos de Amberes, con el que Rubens mantuvo una estrecha relación. Tuvo con ella tres hijos: Clara Serena (1611), Albert (1614) y Nikolaas (1618).

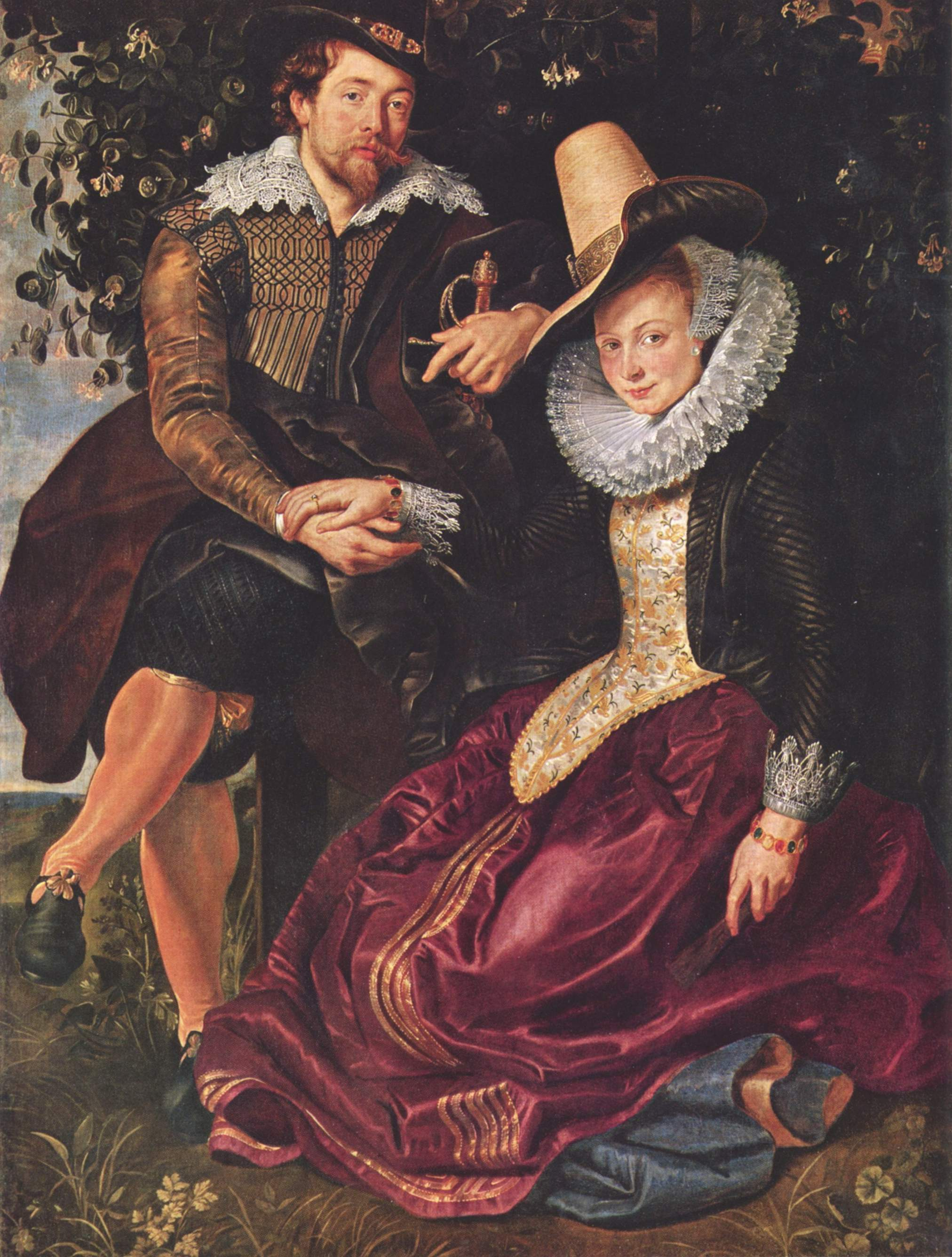
Autorretrato con su esposa Isabella Brant, Alte Pinakothek, Múnich.

En 1610 se trasladó a vivir a la conocida desde entonces como Casa de Rubens, Rubenshuis en neerlandés, un edificio que había adquirido y que fue remodelado según un diseño realizado por él mismo. Para ello se valió de sus conocimientos de la arquitectura del renacimiento italiano, tomando en especial como modelo los palacios y villas de la ciudad de Génova, que había estudiado en profundidad para el libro que publicaría en 1622, Palazzi di Genova (Palacios de Génova), aunque también incorporó elementos del barroco italiano y de la arquitectura flamenca. El inmueble constaba de una zona dedicada a vivienda, otra a taller, un pórtico monumental barroco y un patio interior que se abría a un jardín también barroco, igualmente diseñado por él, en el que había un pabellón. También se ubicaban allí su librería y su colección particular de arte (con obras tanto creadas por él y que conservó para sí hasta su muerte, como de otros artistas), ambas entre las más amplias de la ciudad. La planta baja de la parte destinada a vivienda la utilizaba para exponer sus obras a los potenciales compradores. Desde 1946 funciona como casa-museo, aunque de la obra original solo se conservan el pórtico y el pabellón del jardín, habiendo sido el resto reconstruido.

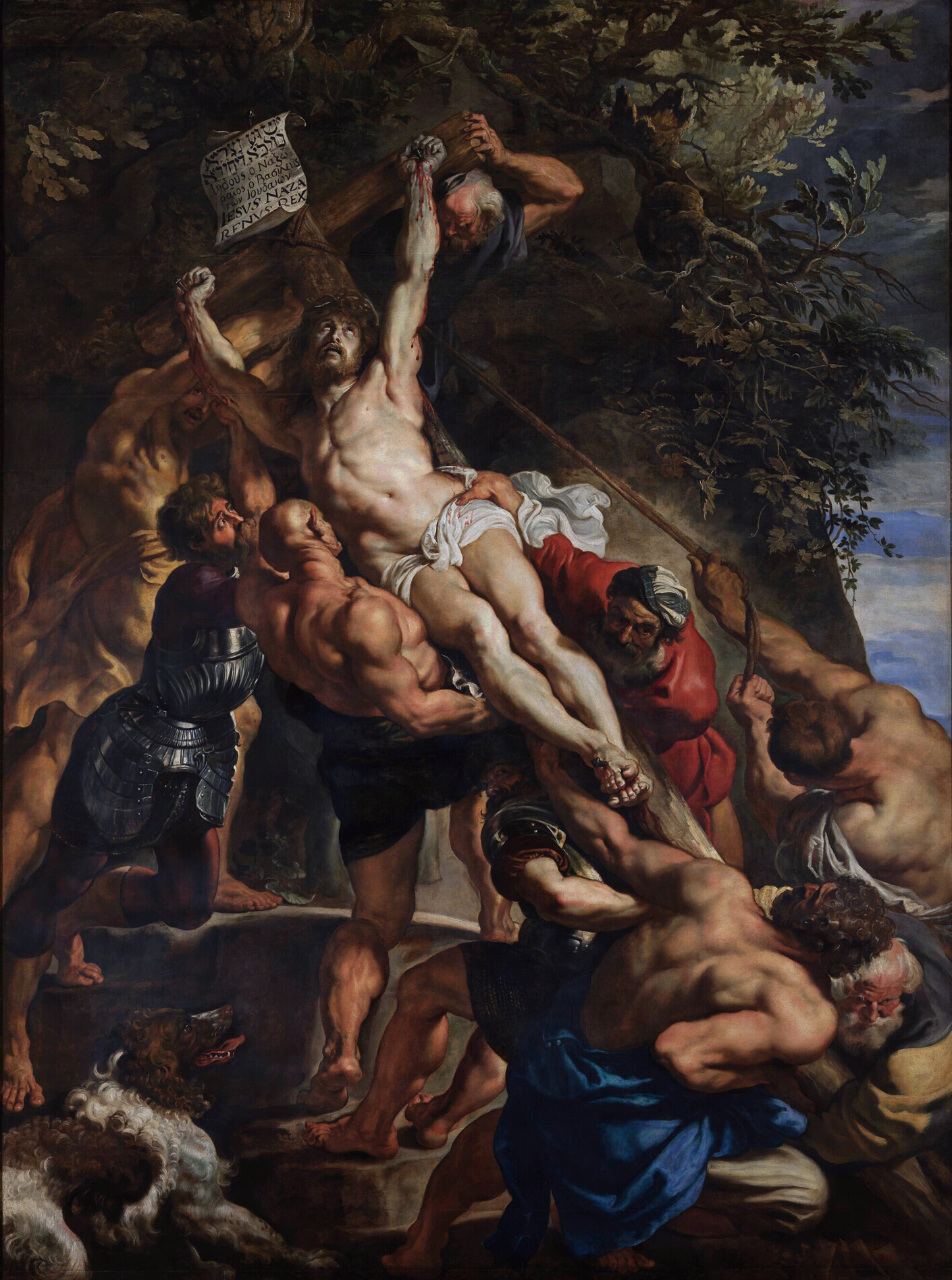
Lienzo central del tríptico La Elevación de la Cruz, Catedral de Nuestra Señora, Amberes.

Cuadros de altar como La Elevación de la Cruz (1610) y El Descendimiento de Cristo (1611-1614), ambos pintados para la Catedral de Nuestra Señora (Onze Lieve Vrouwekathedraal), tuvieron particular importancia en el hecho de que Rubens se convirtiera en el principal pintor de Flandes al poco de su regreso. El primero de ellos, por ejemplo, muestra la síntesis que hace el artista entre La Crucifixión que pintó Tintoretto para la Scuola Grande di San Rocco de Venecia, el dinamismo de las figuras de Miguel Ángel y sus propios rasgos personales. Esta obra ha estado siempre considerada como uno de los ejemplos más destacados del arte religioso del Barroco  y se ha reproducido también en tapices como puede verse en el conservado en el Palacio Episcopal de Segovia datado del siglo XVIII y fabricado por Jean-Baptiste Vermillion en Bruselas.
Durante este periodo estableció un taller en el que trabajaron numerosos ayudantes y aprendices. Su más famoso discípulo fue Anton van Dyck, al que el propio Rubens definió como el mejor de sus alumnos, profesándose ambos una mutua admiración. Por otro lado, Rubens recurrió con frecuencia a varios de los numerosos pintores especializados que había en la ciudad para que ejecutaran determinadas partes de sus obras. Entre ellos figuraron Frans Snyders, especializado en animales y bodegones, y sobre todo Jan Brueghel de Velours, pintor de flores y buen amigo suyo.

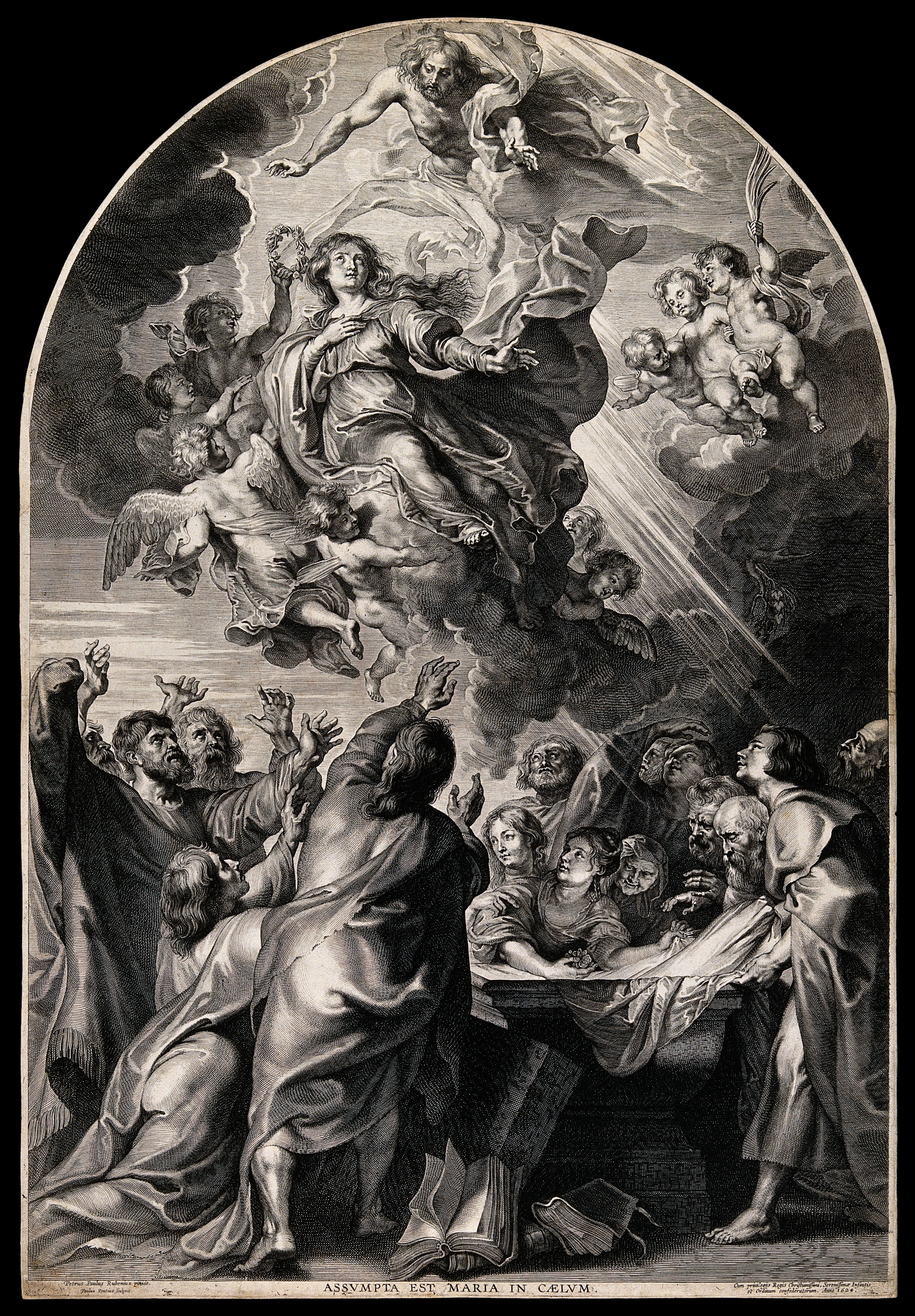
La Asunción de la Virgen, grabado de Paulus Pontius (aguafuerte y buril) por pintura de Rubens.

Rubens recurrió durante esta etapa de su carrera al uso de ilustraciones para libros, especialmente para su amigo Balthazar I Moretus, nieto de Cristóbal Plantino y dueño de la gran editorial fundada por este, la Officina Plantiniana; y estampas con el fin de extender su fama a lo largo de Europa. Por otra parte, se daba el hecho de que estaban proliferando reproducciones no autorizadas de sus pinturas, en particular en las Provincias Unidas, que no le reportaban ningún rendimiento económico y cuya calidad no siempre era precisamente la mejor, por lo que tomó la decisión de editar grabados bajo su control directo. Además se aseguró privilegios de edición, tanto en los Países Bajos Españoles como en las Provincias Unidas, y también en Inglaterra, Francia y España. Realizó ediciones de cuidada calidad y siguiendo unas pautas comunes (todos sus grabados se titularon en letras mayúsculas, en muchos casos con el acompañamiento de explicaciones o versos en latín). Él se limitaba a realizar el dibujo, dejando la impresión a especialistas, aunque con la excepción de un par de notables aguafuertes, que también supusieron una singularidad en cuanto a la técnica, puesto que todos sus demás grabados se produjeron con la metódica técnica a buril. Contrató a algunos grabadores formados con Hendrick Goltzius, a los que instruyó cuidadosamente en el estilo pleno de vigor que él buscaba. Sin embargo, era muy exigente, y despidió a un grabador tras otro. Tuvo incluso a su servicio al que está considerado como uno de los mejores grabadores flamencos de su época, Lucas Vorsterman I, que entró en el obrador hacia 1617 o 1618 y se convirtió en su grabador principal durante varios años, pero era tanta la presión a la que lo sometía que acabó provocándole una crisis nerviosa, ante lo cual Vorsterman abandonó el taller y se fue con su familia a vivir a Londres en 1624. Sin embargo, Rubens consiguió contratar para sustituirlo a otro excelente grabador, Paulus Pontius, con el que tuvo una larga y fructífera colaboración. Rubens también diseñó las últimas xilografías relevantes que se realizaron antes del resurgir de esta técnica en el siglo XIX.

### El ciclo de María de Médici y las misiones diplomáticas (1621-1630)

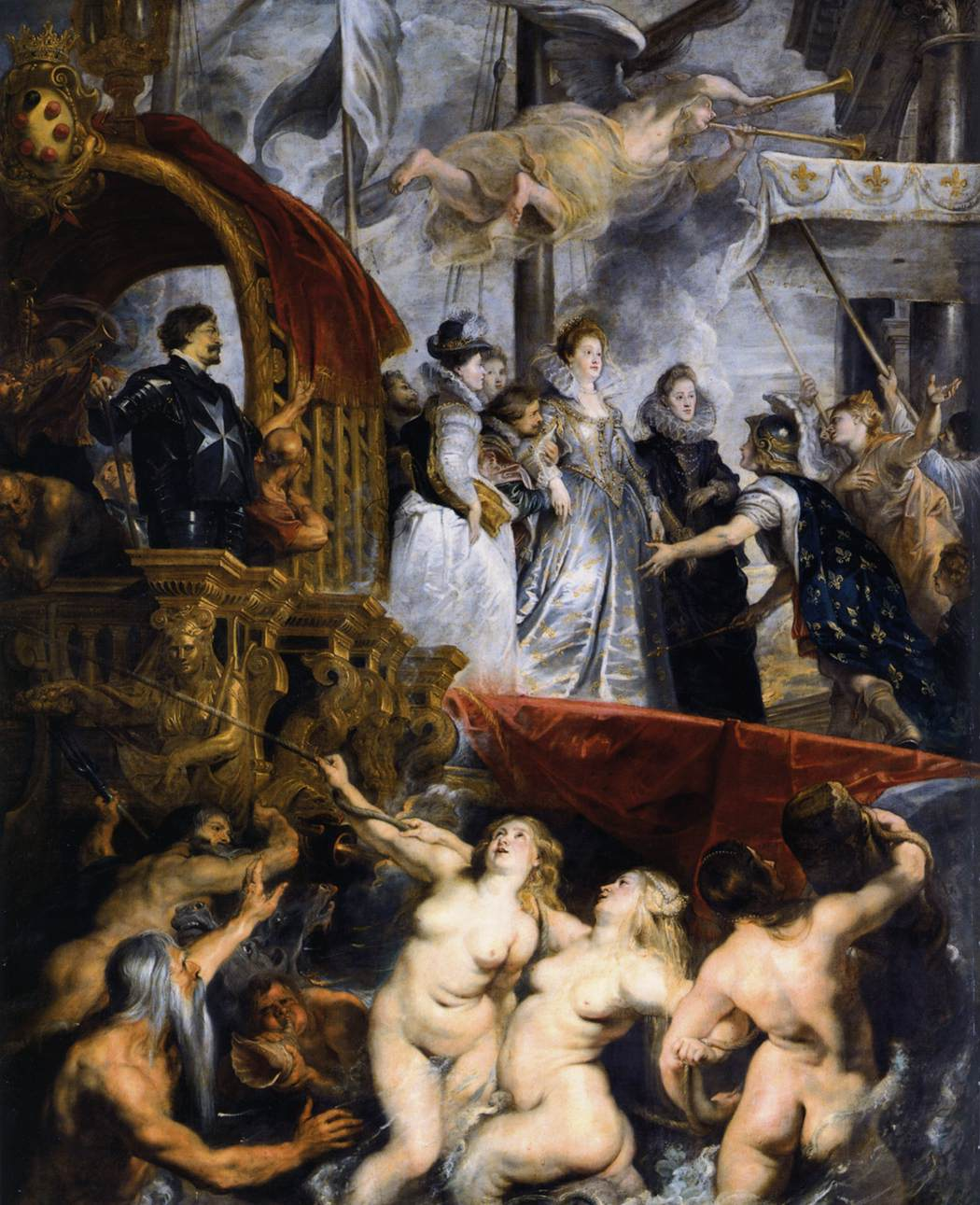
El desembarco de María de Médicis en el puerto de Marsella, Museo del Louvre, París.

En 1621, María de Médici, reina madre de Francia, encargó a Rubens dos grandes ciclos alegóricos sobre su vida y la de su difunto esposo, Enrique IV, para decorar las dos alas del primer piso del Palacio del Luxemburgo de París, que ella misma había mandado construir. El ciclo de la reina, compuesto por veintiún lienzos, además de tres retratos de ella y de sus padres, quedó completado a finales de 1624 y fue instalado en el Palacio a principios de 1625, a punto para las celebraciones de la boda por poderes de su hija Enriqueta María con Carlos I de Inglaterra el 1 de mayo de ese mismo año. El conjunto se halla expuesto desde 1953 en la Sala de los Estados del Museo del Louvre. Sin embargo, el dedicado a «le Vert galant» nunca llegó a ser realizado, a pesar de que Rubens llegó a hacer algunos esbozos preliminares. Ello puede ser atribuido en parte a que en 1630 la reina fue exiliada por su hijo Luis XIII a Compiègne, desde donde escapó a Bruselas en 1631 para posteriormente ir a Ámsterdam en 1638 y después a Colonia, donde murió en la misma casa que la familia de Rubens había ocupado más de 50 años antes.
Tras el fin de la Tregua de los Doce Años en 1621 los reyes españoles de la Casa de Austria confiaron al pintor cierto número de misiones diplomáticas. Su actividad en este campo fue especialmente intensa entre 1627 y 1630, viajando entre las cortes de España e Inglaterra en un intento de lograr la paz entre los Países Bajos Españoles y las Provincias Unidas. También viajó a estas últimas, como artista y a la vez diplomático. El 5 de junio de 1624 el rey de España, Felipe IV, a instancias de Isabel Clara Eugenia, Gobernadora de los Países Bajos, le otorgó patente de nobleza. Isabel Clara Eugenia añadió a la distinción el nombramiento como gentilhombre de cámara. Posteriormente sería también ennoblecido por Carlos I de Inglaterra en 1630 (en Inglaterra además la Universidad de Cambridge le concedió en 1629 un título honorífico de Maestro en Artes —Master of Arts—). A pesar de todo ello se encontró en sus visitas a las cortes con la oposición de algunos cortesanos, que consideraban que un caballero no podía ser alguien que ejerciera trabajos manuales, aunque muchos otros sí que le dieron su aceptación.

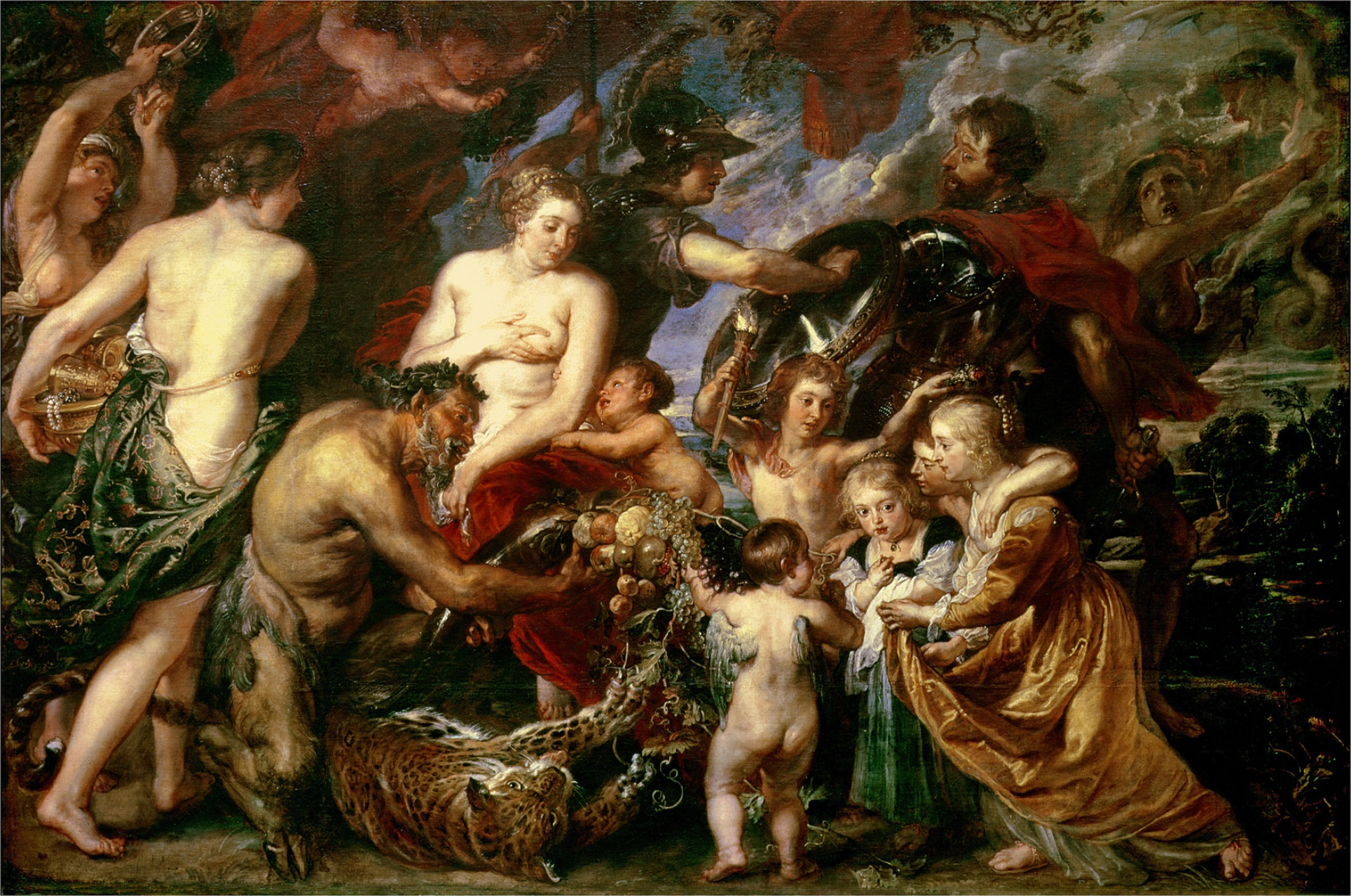
Minerva protege a Pax de Marte o Alegoría de la Paz y la Guerra, National Gallery de Londres.

En septiembre de 1628 viajó por segunda vez a España, donde permanecería hasta el 29 de abril del año siguiente, con el fin de informar a Felipe IV sobre la situación de las negociaciones de un tratado de paz con Inglaterra. Se le dio acomodo en el Real Alcázar de Madrid, donde conoció a Diego Velázquez, con el que trabó una gran amistad. Fue precisamente él quien persuadió al sevillano de la conveniencia de viajar a Italia para completar su formación, y de hecho acordaron desplazarse allí los dos juntos al año siguiente, aunque finalmente Rubens regresó a Amberes y Velázquez tuvo que hacer el viaje sin él. En añadidura a sus labores diplomáticas, realizó varias importantes pinturas, tanto para Felipe IV como para miembros de su corte, en especial para Diego Mesía y Guzmán, primer marqués de Leganés y gran entusiasta de su obra. Además comenzó un renovado estudio de la pintura de Tiziano, copiando muchos de sus cuadros de la Colección Real (según Francisco Pacheco, suegro de Velázquez, todos los que había), en más de una ocasión a la vista del propio Diego Velázquez. De hecho, en el inventario de sus bienes levantado tras su fallecimiento figuran no menos de treinta copias de obras del maestro cadorino, realizadas en Mantua, Roma, y, según parece, sobre todo en Madrid durante este segundo viaje a España.

Escudo de armas de Rubens, aumentado con el león de Inglaterra tras ser armado caballero por el rey Carlos I.

Al poco de su regreso a Amberes tuvo de nuevo que partir, en este caso a Londres, donde estuvo hasta abril de 1630. Una importante obra de esa etapa es Minerva protege a Pax de Marte o Alegoría de la Paz y la Guerra, de 1629, propiedad actualmente de la National Gallery de Londres. Este cuadro ilustra el firme compromiso con la paz del artista, y fue entregado a Carlos I como presente. Posteriormente se trasladaría para continuar las negociaciones a La Haya (1631).
Sus viajes al extranjero y los crecientes encargos recibidos de otros países no supusieron, sin embargo, que durante esta década dejara de atender a sus clientes locales. La Asunción de la Virgen María, pintada entre 1625 y 1626 para la catedral de Amberes, es uno de los ejemplos más destacados.

### Última década (1630-1640)

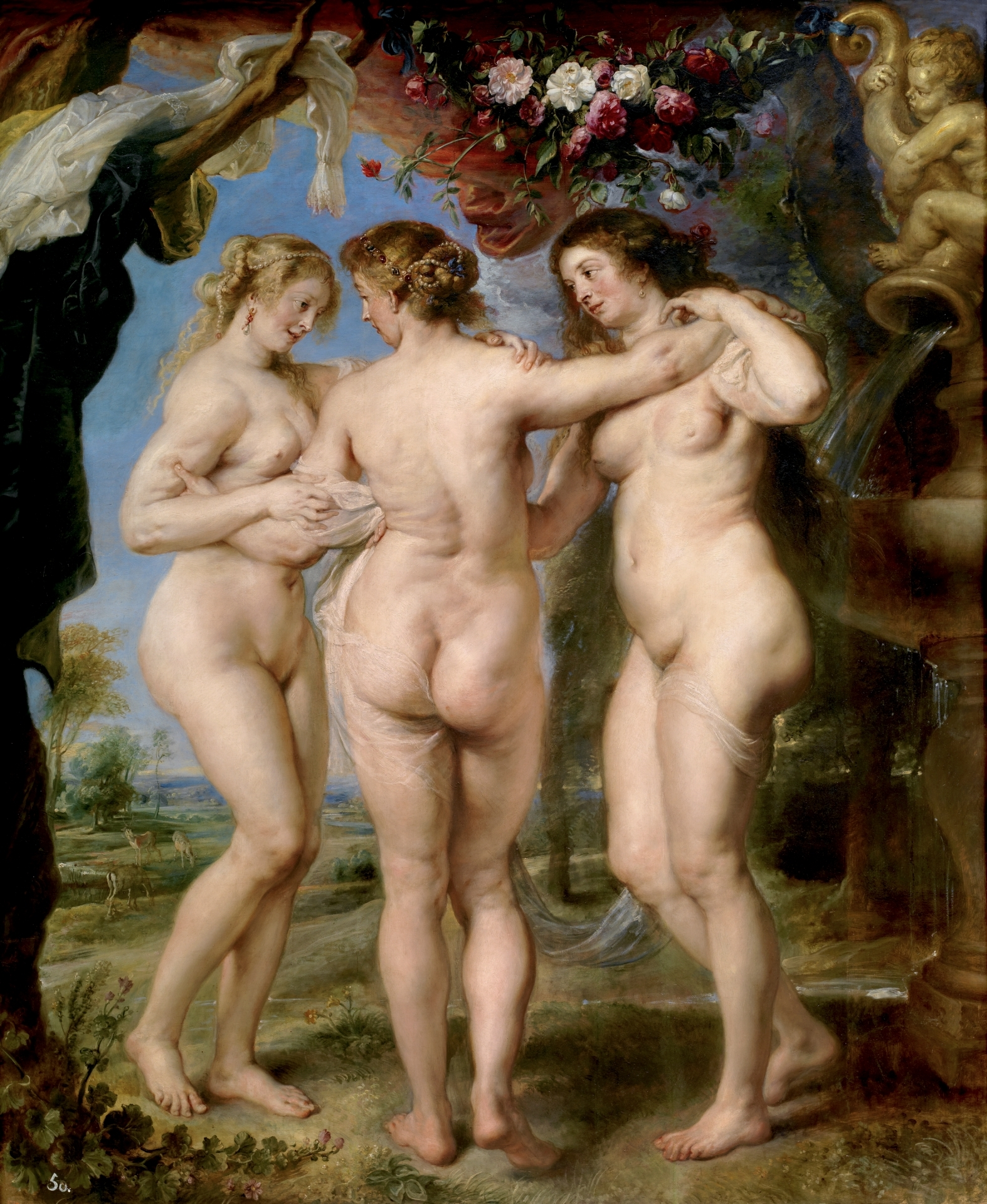
Las tres Gracias, Museo del Prado.

Rubens pasó su última década en Amberes y sus alrededores. Durante estos años exploró vías artísticas más personales, mediante pinturas que en muchos casos realizó sin intención de venderlas y que conservó para sí hasta su muerte, aunque también siguió realizando importantes obras por encargo, en especial para comitentes extranjeros, como los lienzos que Carlos I de Inglaterra le solicitó para decorar el techo de la Banqueting House del Palacio de Whitehall de Londres, y sobre todo las pinturas realizadas por encargo de Felipe IV de España para decorar la Torre de la Parada, a las afueras de Madrid, que consistieron en un conjunto de cincuenta y dos cuadros con escenas de la mitología clásica, además de algunas alegorías y de dos pinturas de filósofos de la Antigüedad, Heráclito, el filósofo que llora y Demócrito, el filósofo que ríe, que se supone que formaban un grupo con Esopo y Menipo de Velázquez, sumando un total de sesenta y una o sesenta y dos obras (se desconoce la cifra exacta).

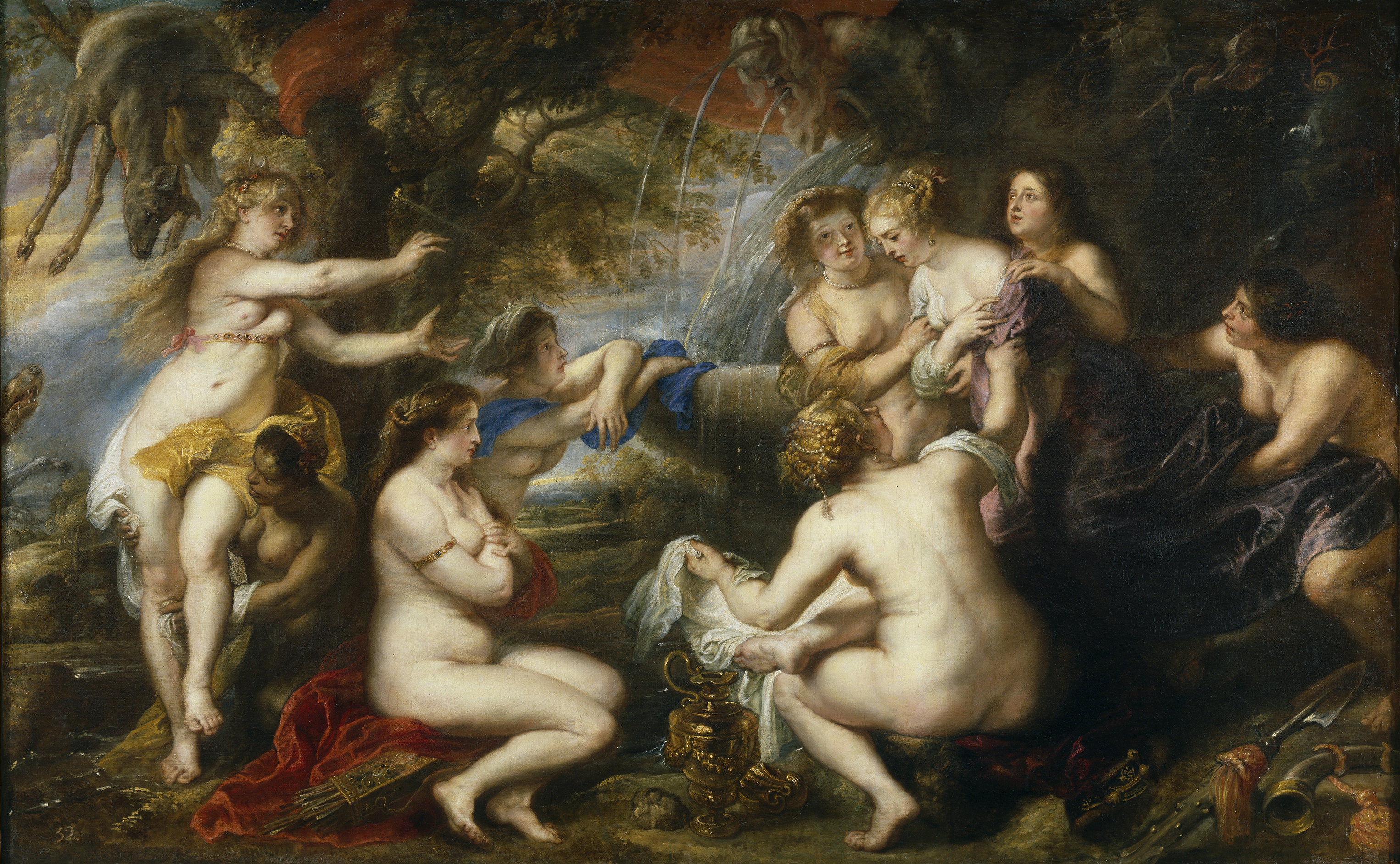
Diana y Calisto (c. 1635), Museo del Prado.

En 1630, cuatro años después de la muerte de su primera mujer, contrajo matrimonio con Hélène Fourment, hija de un acaudalado comerciante de sedas y tapices, Daniël Fourment, con el que Rubens tenía gran amistad, y de la hermana de Isabella Brant, Clara, siendo por tanto sobrina política suya. La pareja se llevaba treinta y siete años de diferencia, puesto que ella tenía dieciséis y él ya cincuenta y tres. Tuvo con ella cinco hijos, Clara Johanna (1632), Frans (1633), Isabella Hélène (1635), Peter Paul (1637) y Constancia Albertina, esta última póstuma, puesto que nació en 1641, ocho meses después de fallecer el pintor. La bella joven fue su principal fuente de inspiración en la última década de su vida, ya que, aparte de ejecutar varios retratos de ella, se basó en sus rasgos para realizar las voluptuosas figuras femeninas que aparecen en muchas de sus obras de este periodo, tanto de tema mitológico, como La fiesta de Venus (Kunsthistorisches Museum, Viena), Las tres Gracias o El juicio de Paris —en el que la representó en la imagen de Venus— (las dos últimas en el Prado), como de tema religioso, como La coronación de santa Catalina (Toledo Museum of Art, Toledo, Ohio).

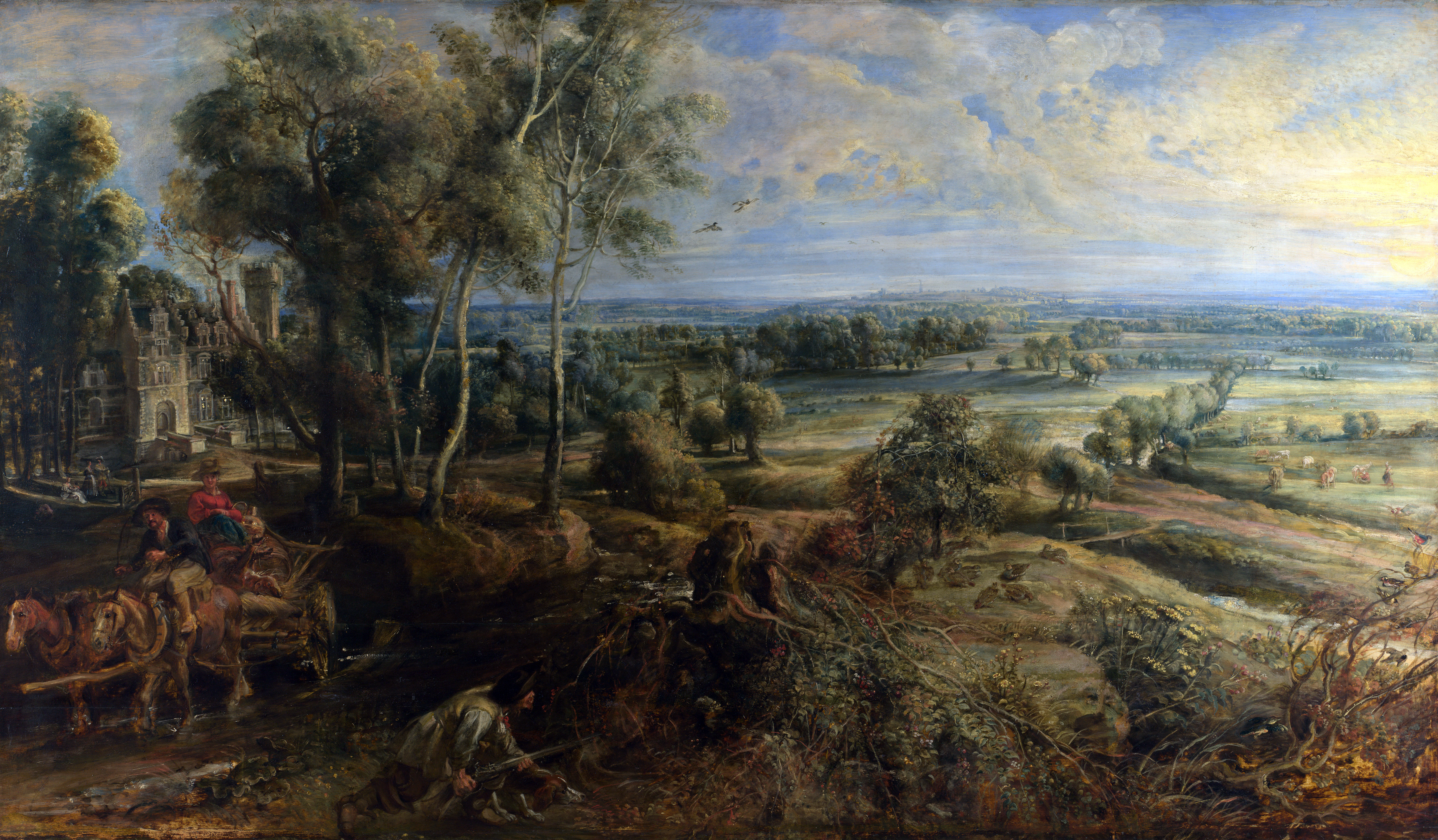
Vista de Het Steen al amanecer, National Gallery de Londres.

En 1635 adquirió un castillo situado en un entorno rural, Het Steen (La Roca en neerlandés), en la localidad de Elewijt. A él le gustaba mucho el campo y desde finales de la década de 1610 pintó paisajes con mayor o menor frecuencia, en los que muestra una naturaleza exuberante y variada, pero la compra del castillo, en el que pasó desde entonces gran parte de su tiempo, hizo que fuera en la última etapa de su vida cuando más intensamente se dedicara a esta faceta. Obras como Vista de Het Steen al amanecer (National Gallery de Londres) o El regreso de los campesinos del campo (Galería Palatina del Palacio Pitti, Florencia) muestran el estilo más personal que tienen muchos de sus paisajes tardíos.
Rubens murió de un fallo cardíaco, causado por la gota crónica que padecía, el 30 de mayo de 1640 en Amberes, a los 62 años de edad, y fue enterrado en la Iglesia de Santiago (Sint-Jacobskerk) de la ciudad. En 1642 su viuda hizo colocar sobre la lápida, dentro de un marco de mármol, la obra La Virgen y el Niño rodeados por santos, del propio Rubens, que se cree que es a la vez un retrato familiar: el pintor habría representado a Hélène en la figura de la Magdalena y a sí mismo en la de San Jorge.

## Obra

### Su taller
Las pinturas del taller de Rubens se han clasificado en tres categorías: las pintadas por el mismo Rubens, aquellas en las que sólo algunas partes —principalmente, manos y rostros— se deben al maestro y, por último, aquellas para las que realizó el diseño, pero cuya ejecución simplemente supervisó. Como todos los grandes pintores de su época, Rubens contó con un gran taller formado por aprendices y estudiantes, algunos de los cuales —como Van Dyck— se convertirían con el tiempo en artistas independientes por méritos propios. El taller también se encargaba de la gestión de contratos de modelos, animales y naturalezas muertas que ofrecía luego a especialistas en el tema, como Frans Snyders, o a algún artista interesado, como Jacob Jordaens.

### Rasgos definitorios

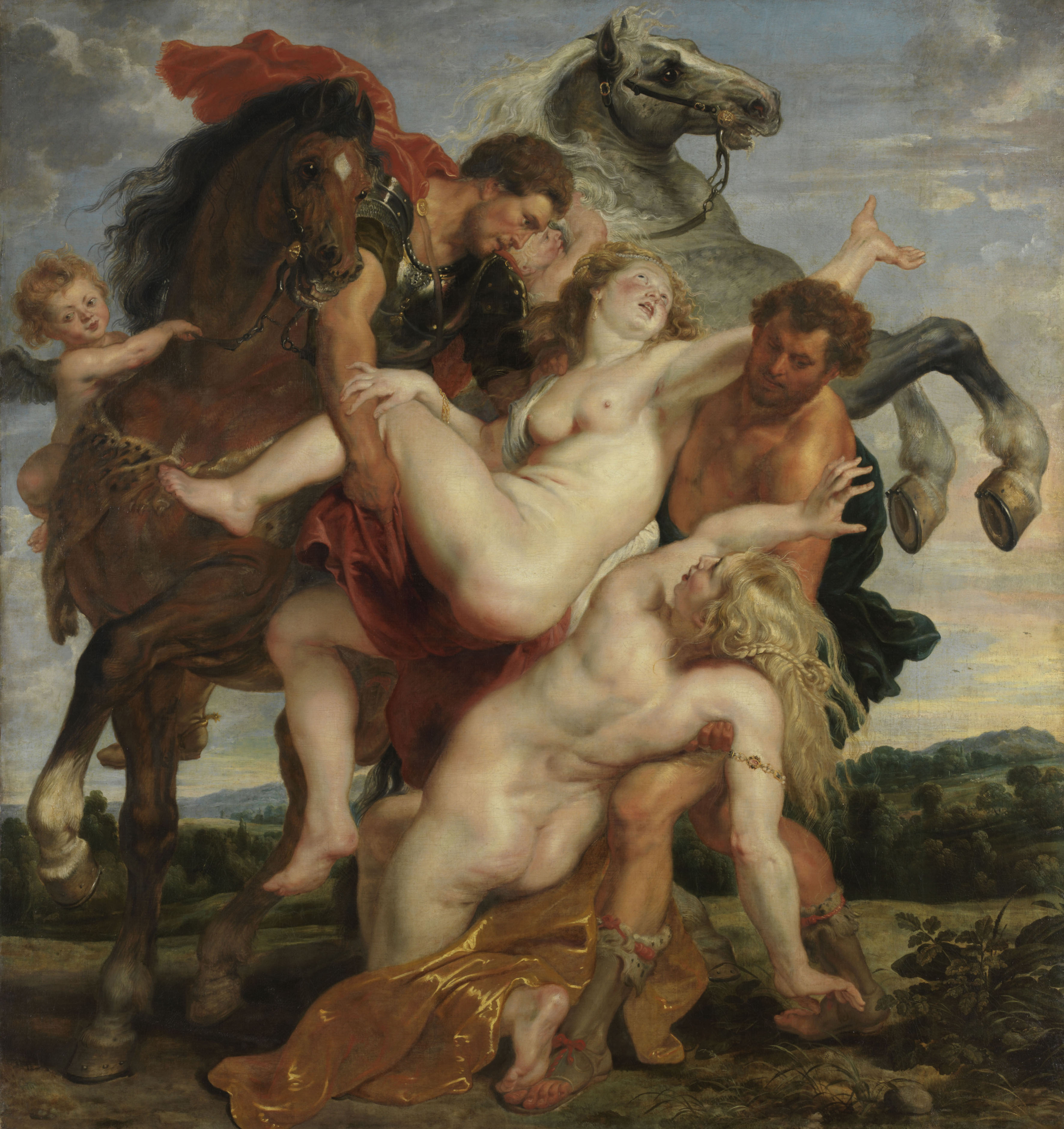
El rapto de las hijas de Leucipo, c. 1616-1618, Alte Pinakothek, Múnich. Un ejemplo paradigmático del estilo rubeniano.

Las pinturas de Rubens se caracterizan por la viveza de su colorido, tomado de la escuela veneciana, en especial de Tiziano. También por el movimiento y vitalidad de la composición y por el uso de figuras de gran carnalidad, musculosas las masculinas (influencia de Miguel Ángel) y sensuales las femeninas, representadas mediante una pincelada suelta y frecuentemente en escorzo.

### Obras desaparecidas
Algunas obras perdidas de Rubens son el Retrato Ecuestre del Archiduque Alberto, Susana y los viejos (conocida únicamente por un grabado de 1620 de Lucas Vorsterman), Sátiro, ninfa, putti y leopardos, conocida por otro grabado, y Judit cortando la cabeza a Holofernes, de hacia 1609, de cuyo aspecto se sabe por un grabado de Cornelis Galle el Viejo.
En el Bombardeo de Bruselas (1695) se perdieron la Virgen del Rosario, pintada para la Capilla Real de la iglesia de los dominicos, la Virgen adornada con flores por Santa Ana, de 1610, realizada para la iglesia de los frailes carmelitas.
En el incendio del Palacio de Coudenberg (1731) resultaron destruidas la Natividad, la Adoración de los Reyes Magos y Pentecostés.

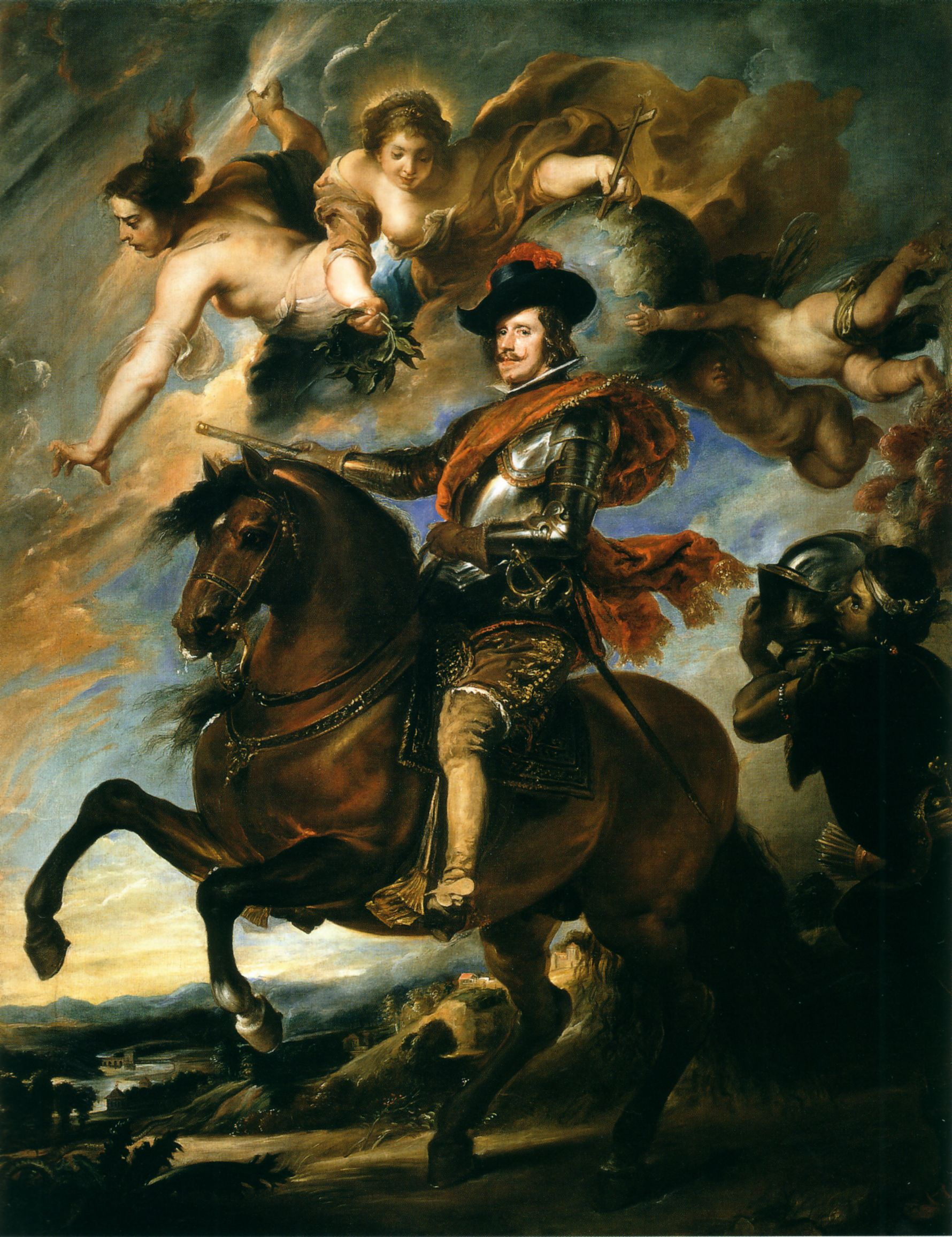
Copia conservada en los Uffizi del Retrato ecuestre de Felipe IV destruido en el incendio del Real Alcázar de Madrid de 1734.

En el incendio del Real Alcázar de Madrid (1734) se perdieron multitud de obras de Rubens, entre ellas el Retrato ecuestre de Felipe IV, conocido por una copia en los Uffizi, que presidía el testero Oeste del Salón de los Espejos, frente al Carlos V en la Batalla de Mühlberg, de Tiziano, que colgaba en el centro del testero Este; y otras dos de la misma pieza: Reconciliación entre romanos y sabinos (con participación de taller) y Mucio Scevola ante Lars Porsena; la mayor parte de las ubicadas en la Pieza Ochavada: Mercurio, Saturno, Diana cazando con sus ninfas, Cacería del Toro (las dos últimas junto a Snyders), Trabajos de Hércules (ocho), Cacería de Diana, Hércules, Diana cazadora, Hércules matando al león de Nemea y Cacería del jabalí de Calidonia; y algunas colocadas en otras estancias, como La serpiente de metal, Caza del jabalí de Calidonia, Muerte de Acteón, Muerte de Adonis, Cacería del jabalí de Calidonia (las tres últimas realizadas con Snyders) y Juicio de Paris.
La obra La Crucifixión, realizada para la basílica de la Santa Cruz en Jerusalén, de Roma, y llevada al Reino Unido en 1811, fue adquirida allí por el conde ruso Voronzov, que la envió a San Petersburgo, pero se perdió durante su traslado por vía marítima.
Durante la Segunda Guerra Mundial, se destruyeron en 1945 en el incendio de la Flakturm (torre Flak) II de Friedrichshain (Berlín) las pinturas Neptuno y Anfítrite, Visión de San Huberto y Diana y sus ninfas sorprendidas por sátiros.

<big>Dibujos</big>
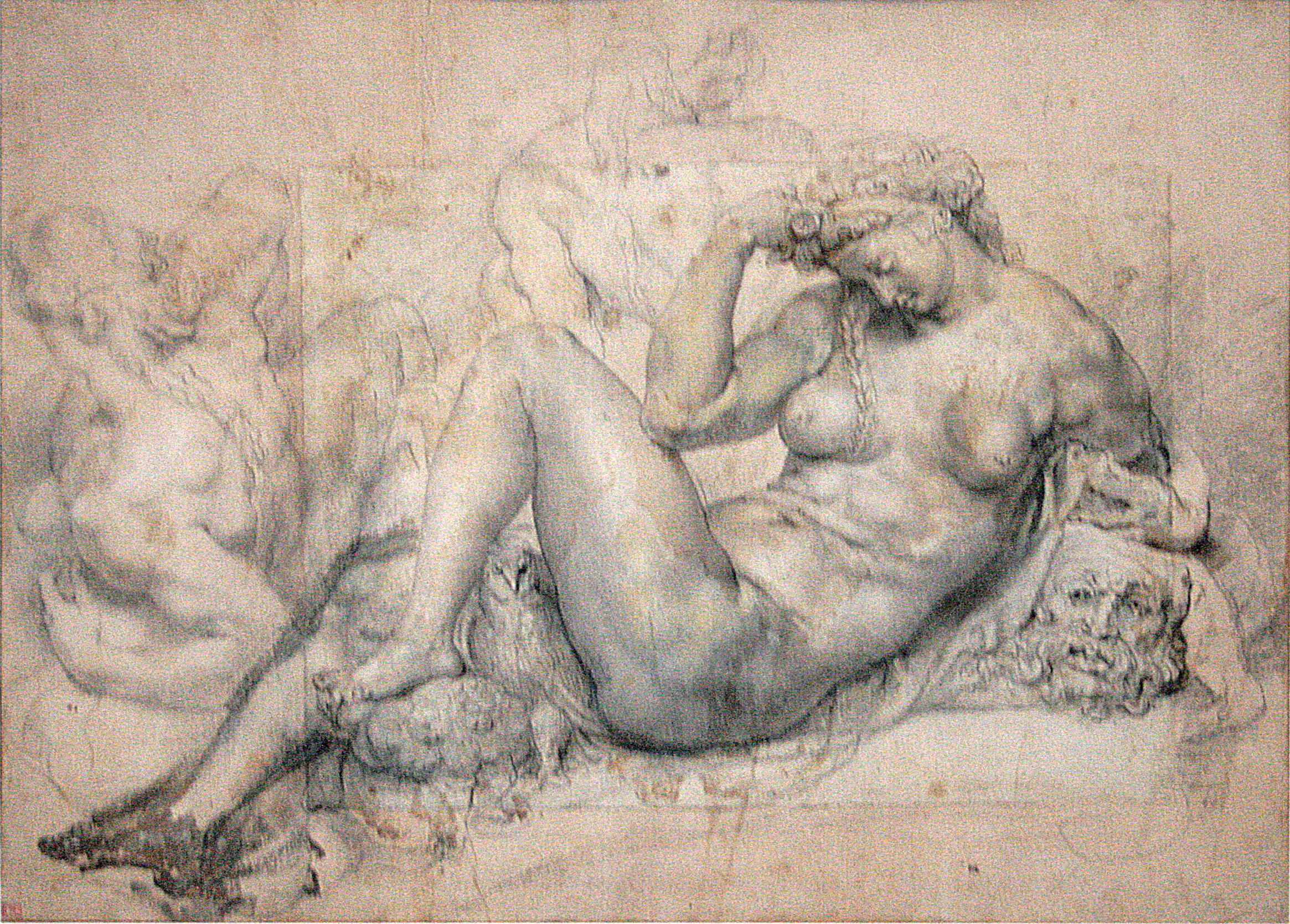
La Noche, 1601-1603, tiza negra sobre papel, Museo Louvre-Lens.
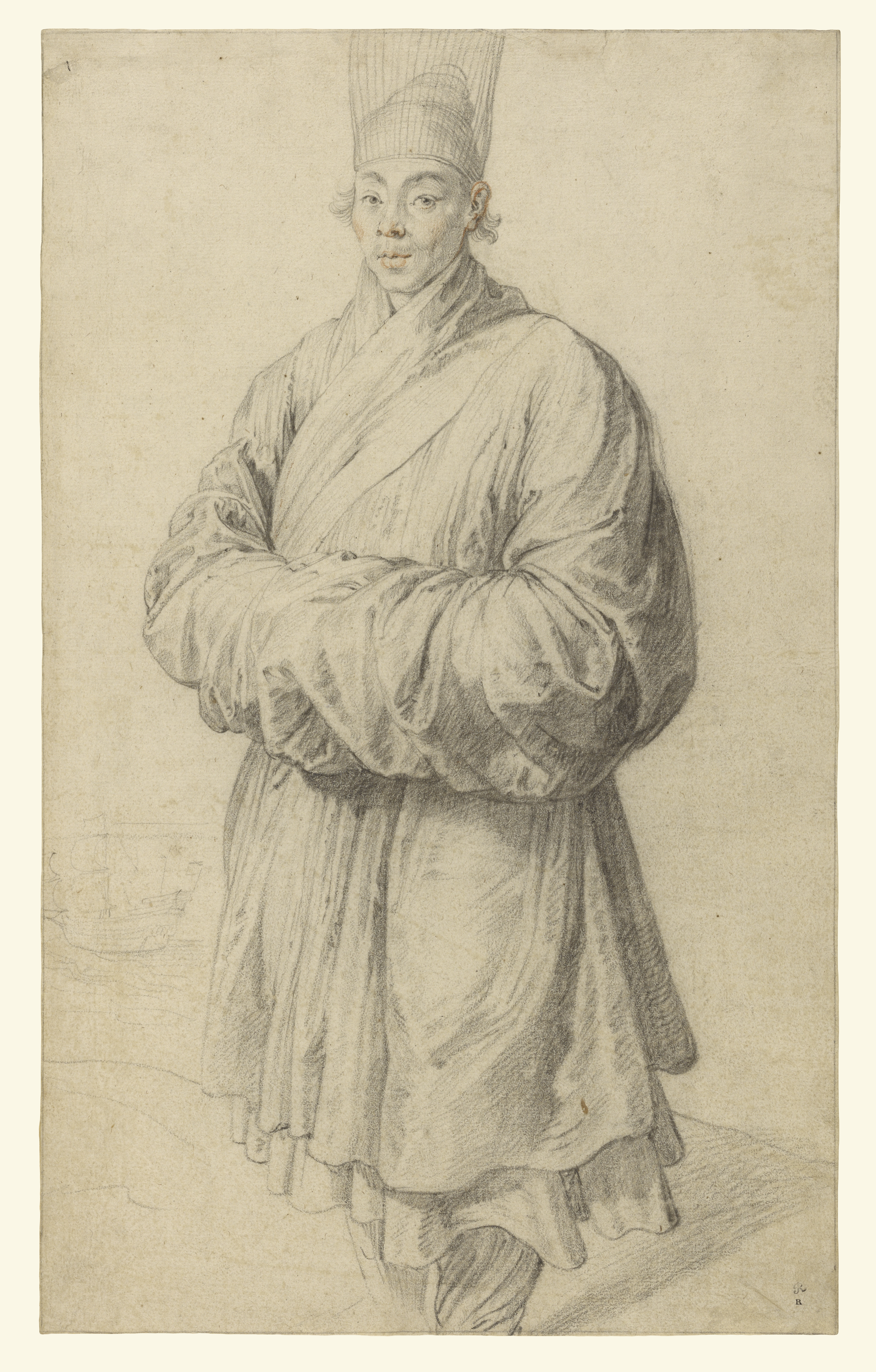
Hombre en Traje Coreano, 1617, tiza negra con toques de tiza roja, Getty Center.
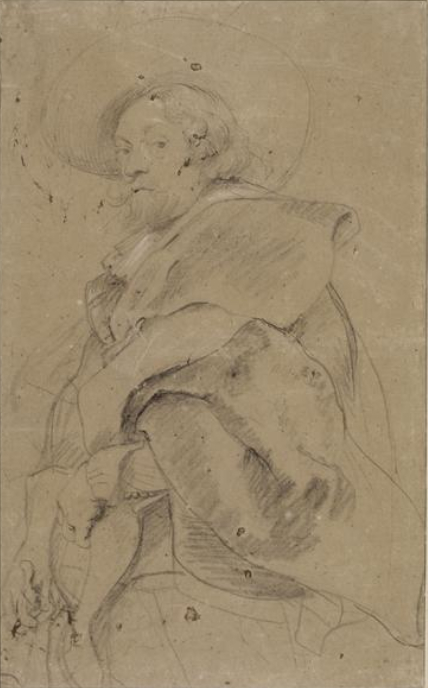
Pedro Pablo Rubens, autorretrato, 1635-1638.
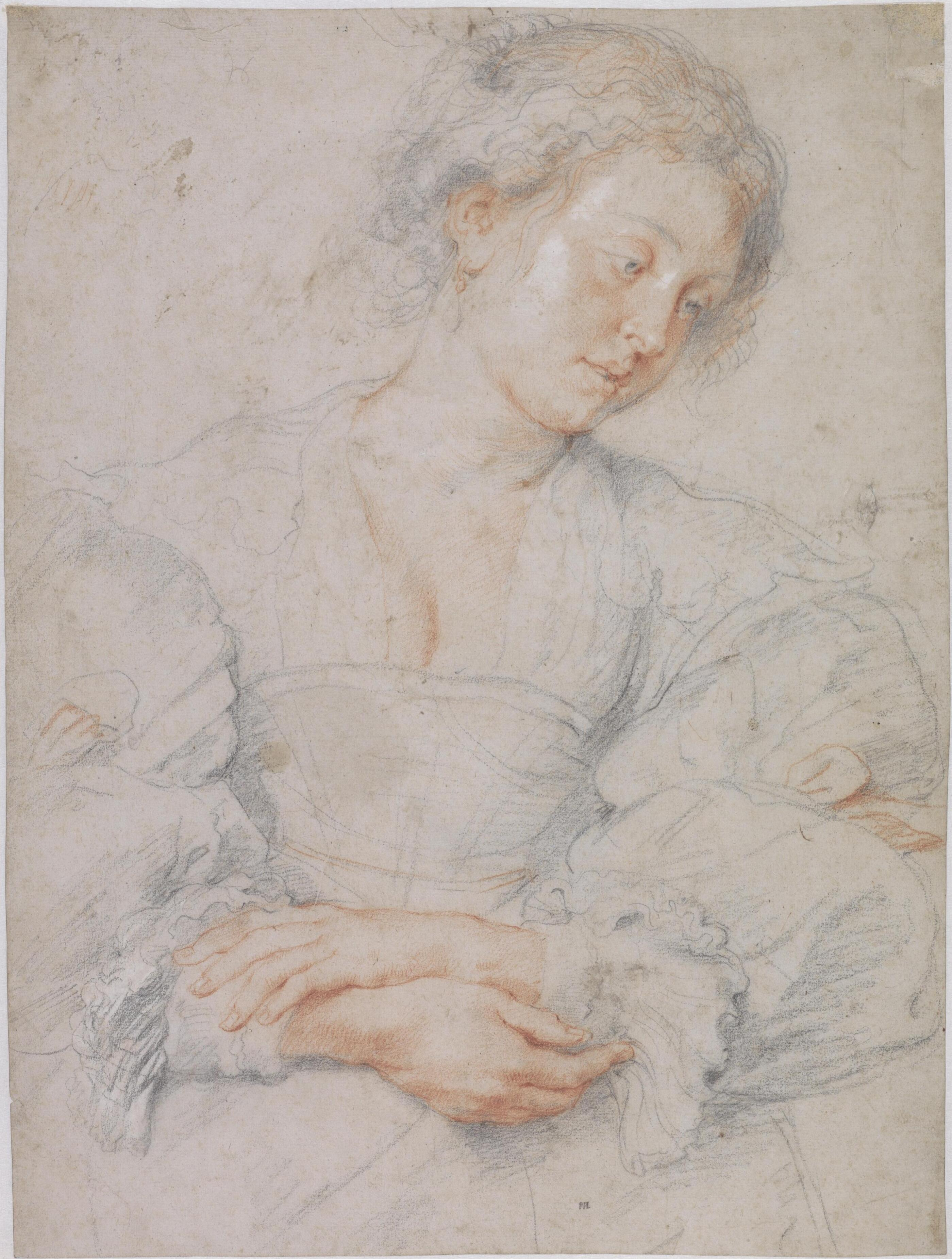
Mujer Joven con las Manos Juntas, 1629-1630, tiza roja y negra sobre papel, Museo Boijmans Van Beuningen.
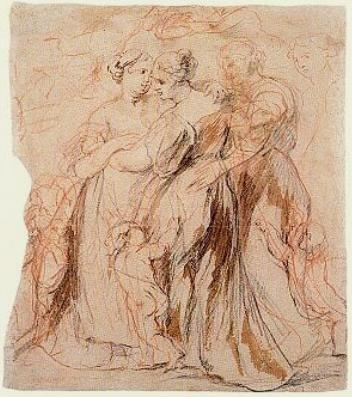
Estudio de las Tres Mujeres (Psique y sus hermanas) 1635. Este dibujo fue hecho a base de sanguina, una técnica que acompañó a Rubens durante toda su carrera artística.
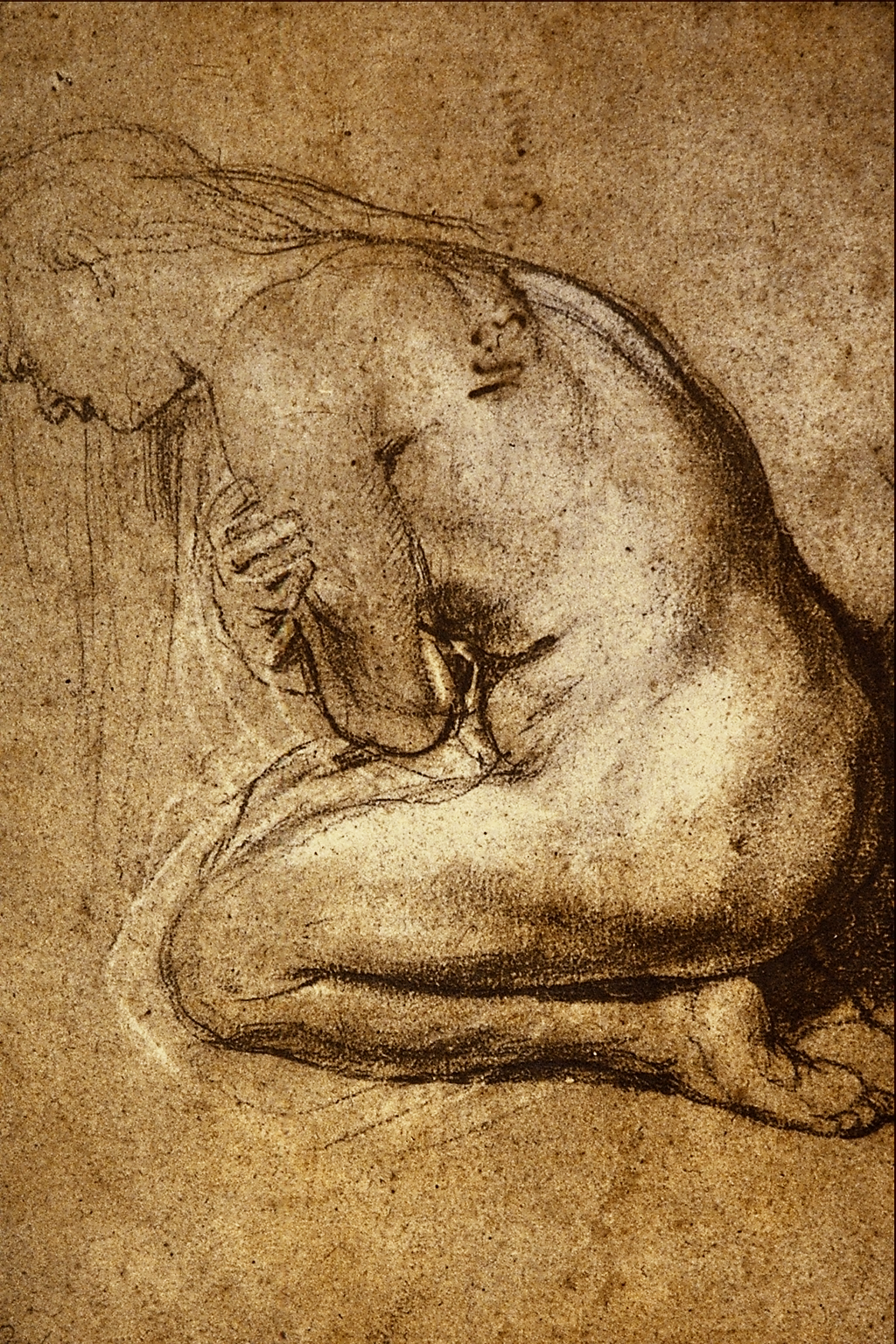
Estudio de Santa María Magdalena, fecha desconocida, Museo Británico.